# Gastronomía de España

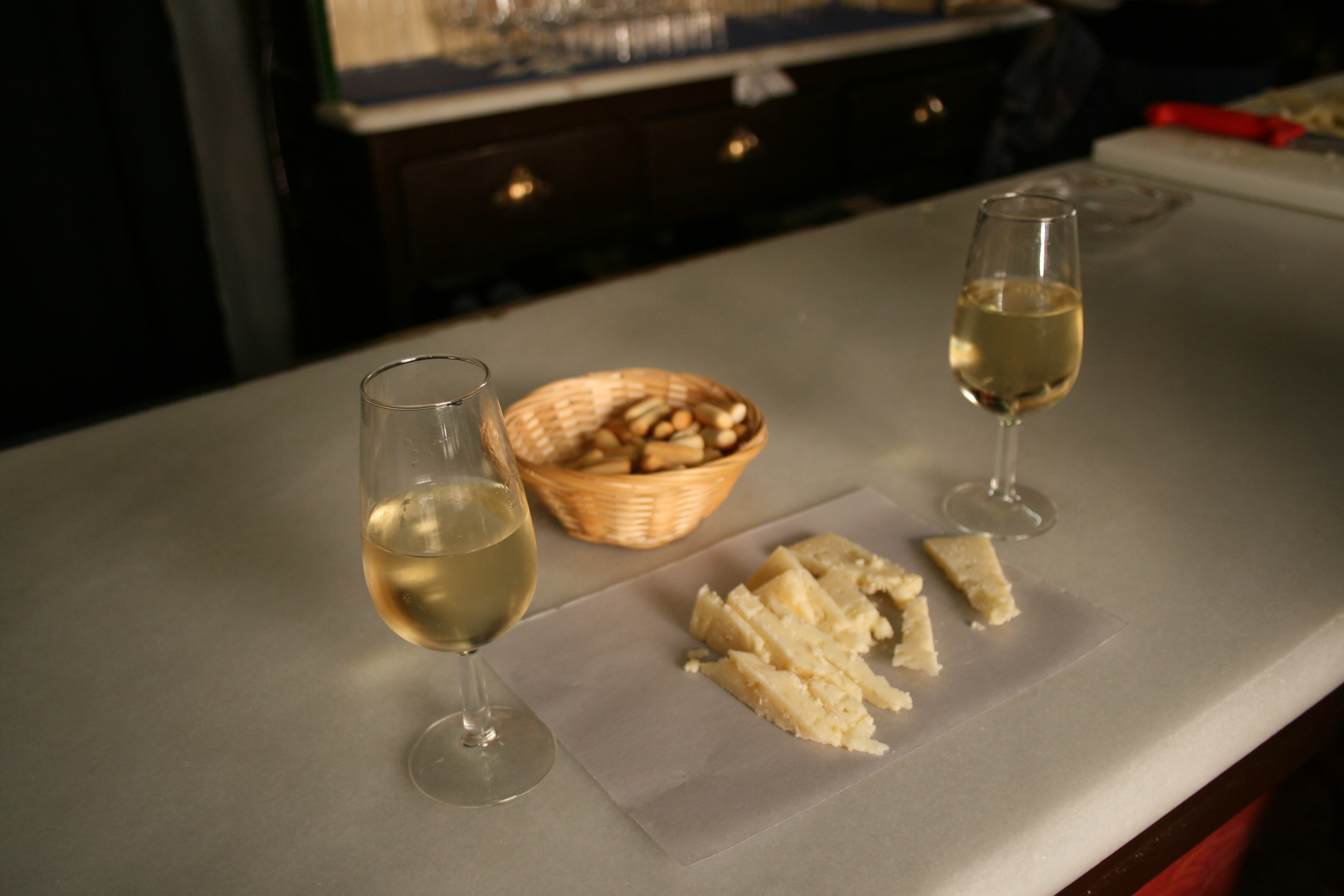
La popular costumbre del tapeo es una de las principales señas de identidad de la gastronomía española.

La gastronomía o cocina española son los platos, ingredientes, técnicas y toda la tradición culinaria que se practica en España. Cocina de origen que oscila entre el estilo rural y el costero, y que representa una diversidad fruto de muchas culturas, así como de paisajes y climas. La cocina española está fuertemente influida a lo largo de su historia por los pueblos que conquistan su territorio, así como de los pueblos que posteriormente conquista y coloniza. Esta situación le ha proporcionado una gran variedad de técnicas culinarias e ingredientes. 
Fue durante muchos siglos desconocida en Europa, y es entre finales del siglo XIX y comienzos del XX cuando cobra una identidad nacional, fundamentada en los diferentes platos y técnicas culinarias propias. Todo este conocimiento culinario sale a la luz gracias a la aparición a comienzos del siglo XX de escritores especializados en gastronomía capaces de ensalzar y alabar sus platos, de investigar en su historia y su origen. A este grupo de escritores se le ha venido a denominar como la «generación gastronómica del 27». A partir de este instante la cocina española evolucionó hasta lo que en la actualidad conocemos como la nueva cocina española.
El concepto tan variado de la cocina hace que algunos autores la denominen en plural, como las «cocinas de España». En la cocina española actual conviven dos realidades: la cocina clásica y popular fundamentada en la tradición, y la cocina actual que emplea las más novedosas e ingeniosas técnicas de cocina de autor, con cocineros que han alcanzado fama internacional reconocida. A pesar de ello la cocina clásica posee unas raíces religiosas muy profundas. Algunas formas de comer típicas de las regiones españolas se han internacionalizado, tal y como pueden ser las tapas. Entre los ingredientes españoles cabe destacar los quesos, que son de una gran variedad, fruto de una actividad ganadera milenaria. También destaca en la gastronomía española la gran variedad de vinos que posee, habiendo alcanzado algunas de sus regiones vitivinícolas fama y reconocimiento internacional. Si bien el vino es la bebida nacional, en algunas regiones del norte son muy populares otras bebidas, como en el caso de la sidra.

## Historia
Apenas se sabe cómo se cocinaba en la península ibérica antes de la llegada de los romanos. Antes que ellos es muy posible que se cocinase con grasas animales y que se desconociera el empleo de aceites de forma culinaria. Los pueblos del mediterráneo oriental se dedicaron a extraer metales preciosos, dejando una infraestructura escasa para la exportación de algunos alimentos. Se hizo famoso el garo, una salsa elaborada con trozos de pescados fermentados, llamada gáros por los griegos y luego garum por los romanos, que fue apreciada primero en Atenas y posteriormente en la Roma imperial, llegó a ser un ingrediente típico de los primeros siglos de nuestra era.

### Gastronomía romana de la Hispania
Los garbanzos eran también muy apreciados, principalmente por las clases humildes, siendo muy posible que se prepararan no como en la actualidad, sino en forma de puré, al que denominaban puls.
Existía una gran afición a las setas, que aún se conserva en regiones del norte de la península. Llegaron a dominar el injerto magistralmente. Cuenta Plinio que Tibur llegó a ver un árbol que producía un fruto distinto en cada una de sus ramas: nueces, manzanas, granadas, cerezas, peras, etcétera, pero añade que se secó rápidamente. La viticultura ya era conocida y muy apreciada por los romanos, si bien parece ser que la extensión de la vid por todo el Mediterráneo se debió a los griegos, siendo los vinos producidos por estos de los más apreciados en todo el imperio.

### Período medieval

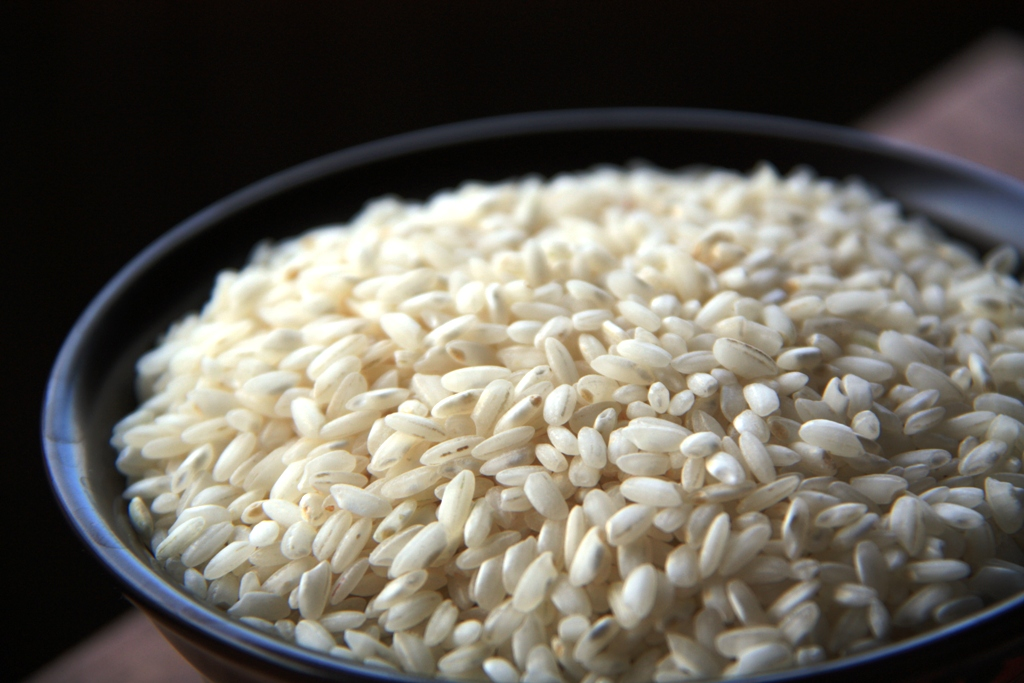
El arroz se introdujo en la península en el periodo andalusí, siendo hoy en día un ingrediente esencial de muchos platos españoles, particularmente valencianos.

Los pueblos visigodos no representaron un cambio aparente en las artes y costumbres culinarias que dejaron los romanos en la Península. Introdujeron no obstante el gusto por la elaboración de cerveza. El cambio vendría en el año 711, cuando tropas musulmanas compuestas por árabes y bereberes cruzaron el estrecho de Gibraltar dirigidos por Tariq, lugarteniente del gobernador del Norte de África, Musa ibn Nusayr. Con este nuevo periodo se introdujeron en la Península no solo nuevos métodos de cocina, sino que también nuevos ingredientes procedentes de Persia y la India. 
La cocina de al-Ándalus tenía como ingredientes habituales el arroz, el sorgo, el azúcar de caña, las espinacas, la berenjena, la sandía, el limón, el melocotón y la naranja (los cítricos en general). Es posible que el arroz ya se cultivase en España con anterioridad a la llegada de los musulmanes, pero son los avances introducidos por estos y la demanda de una nueva dieta lo que hace posible cultivarlo en grandes cantidades. Otro de los ingredientes introducidos en la cocina española con gran profusión son las almendras. Esta influencia árabe en la cocina española se transmitió posteriormente a algunas preparaciones culinarias de las cocinas latinoamericanas.

### Un «Nuevo Mundo» de ingredientes
La cocina medieval española tras el fin del periodo andalusí posee una variedad de preparaciones, pero además Gerardo de Cremona y Arnau de Vilanova publican en 1160 uno de los primeros libros de nutrición conocidos en occidente, titulado Regimen sanitatis. La cocina alcanza uno de sus puntos álgidos con la edición del Llibre de Sent Soví en 1324. Se trata de un recetario de autor anónimo y publicado en catalán. En él se describen los ingredientes y las preparaciones típicas antes de la llegada de Castilla a tierras de América. Durante los siglos XVI y XVII, el consumo de carne de cerdo y vino fue un elemento diferenciador de la sociedad española para distinguir a los cristianos «nuevos» de los «auténticos».
El Descubrimiento de América en 1492 inicia el advenimiento a tierras españolas de nuevos elementos culinarios que modificarían no solo los hábitos culinarios españoles sino también los europeos. La cocina española recibe de las Indias diversos ingredientes, como el tomate, la patata, el ají o pimiento, el pimentón y el cacao o chocolate (véase Historia del chocolate en España). Este último causó furor en la sociedad española de los siglos XVI y XVII, siendo en España donde se mezcló por primera vez con azúcar para eliminar su natural sabor amargo. Otros ingredientes viajaron hacia las Américas, como el arroz, la vid, el olivo y gran parte de los cereales.
A mediados del siglo XVI entró el tomate en tierras españolas procedente de los aztecas (América), siendo Castilla el primer paso de entrada al resto de Europa, debido al monopolio que poseía sobre el transporte de productos provenientes del Nuevo Mundo. Aparece en la lista de plantas provenientes del Nuevo Mundo del códice Historia general de las cosas de la Nueva España. La primera referencia al cultivo del tomate en España data del año 1777. Se debe al padre Gregorio de los Ríos, quien publica una obra titulada Agricultura de jardines, que trata de la manera que se han de criar, gobernar y conservar las plantas y todas las demás cosas que para esto se requieren, dando a cada una su punto. Aparecen igualmente en 1608 documentos, en forma de listas de la compra para el Hospital de la Sangre en Sevilla, que indican la presencia de tomates y pepinos para la elaboración de ensaladas. Entre 1645 y 1646 el pintor sevillano Bartolomé Esteban Murillo realiza una obra denominada La cocina de los ángeles, en la que se muestra la preparación de un plato con tomates.
Algunos autores fijan un cierto declive en la cocina española a comienzos del siglo XVIII con la subida al trono español de Felipe V, debido quizás a un excesivo «afrancesamiento» de los gustos y las formas de cocinar. A pesar de ello existen autores como Francisco Martínez Motiño, que publica a finales del siglo XVIII un libro sobre repostería. El gusto por comer queda reflejado en obras literarias de la época, como ciertos pasajes del Don Quijote de la Mancha, La Lozana Andaluza y otros.

### La cocina moderna española

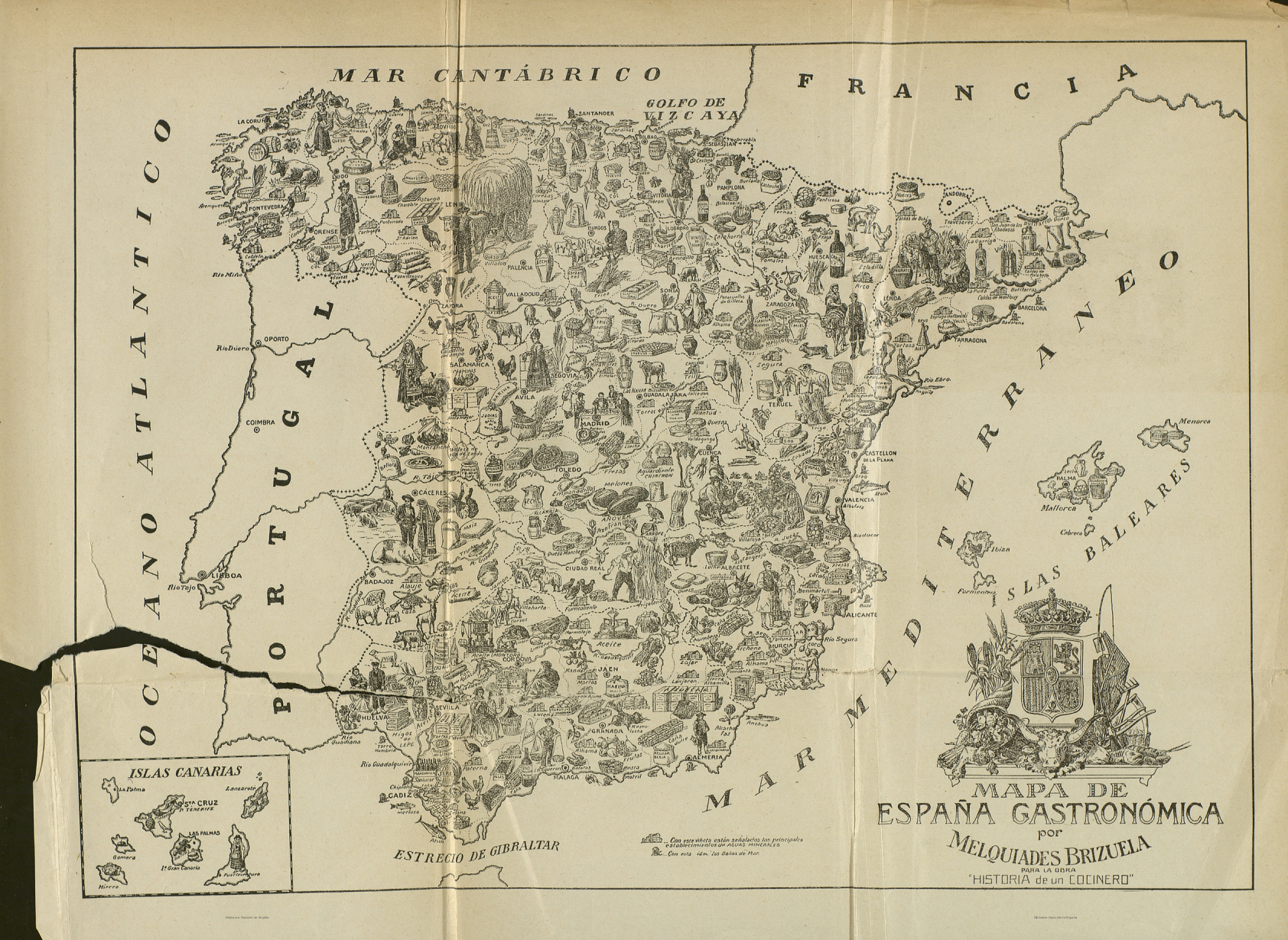
Mapa gastronómico de España en Obra culinaria nacional Historia de un cocinero (1917) de Melquíades Brizuela

La aparición a finales de siglo XIX de algunos escritores y estudiosos culinarios de la cocina española, con el objeto común de ensalzarla y de recuperar su prestigio, fue un denominador común. Uno de los primeros fue Mariano Pardo de Figueroa (apodado Doctor Thebussem), y su colaborador José Castro y Serrano (apodado Cocinero de S.M.) Ambos fueron defensores de las raíces culinarias tradicionales, siendo los primeros en hablar de la cocina española como un conjunto. Ya a comienzos del siglo XX otros autores renombrados, como Dionisio Pérez Gutiérrez (apodado Doctor Post-Thebussem) y Teodoro Bardají Mas, defendieron la nomenclatura española de los menús, haciendo que se abandonase la influencia francesa de los siglos anteriores. Sus estudios rescataron del olvido platos de origen español y que figuraban como franceses, y de esta manera en multitud de artículos de prensa hablan de la mahonesa (defiende su uso frente al de «mayonesa»), el hojaldre, los consumados, etcétera. Estos autores pronto generarían una conciencia que influenciaría a otros autores a la publicación de recetarios de cocina españoles, de esta forma se tiene a Ángel Muro con su Practicón. Algunos de ellos colaboraron en la fundación de numerosas publicaciones periódicas dedicadas a la gastronomía española, como fue Ignacio Doménech (gran recopilador de recetas españolas).
La cocina española del siglo XX conocería momentos de declive durante la Guerra Civil, y posteriormente un gran auge con el advenimiento de los medios de comunicación, la aparición de sucesivas generaciones de cocineros con gran popularidad, y de escritores culinarios de gran tirada. La cocina española moderna (nueva cocina española) abarca nuevos conceptos y se internacionaliza, bien sea con la llegada de millones de turistas al año, el reconocimiento del prestigio de ciertos cocineros, o con la aparición de restaurantes en las capitales del mundo.

## Ingredientes

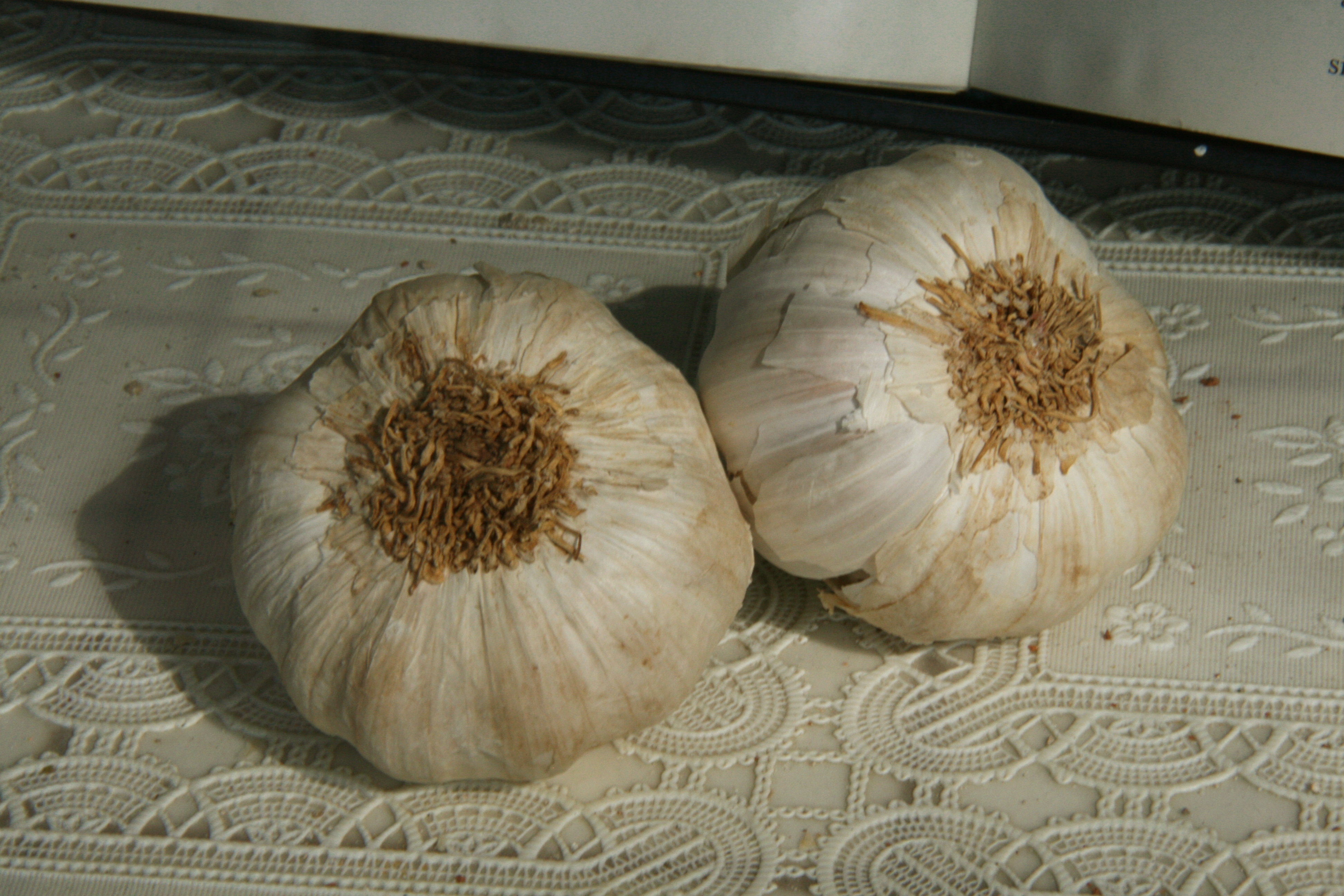
Los ajos son un ingrediente común en la cocina española.

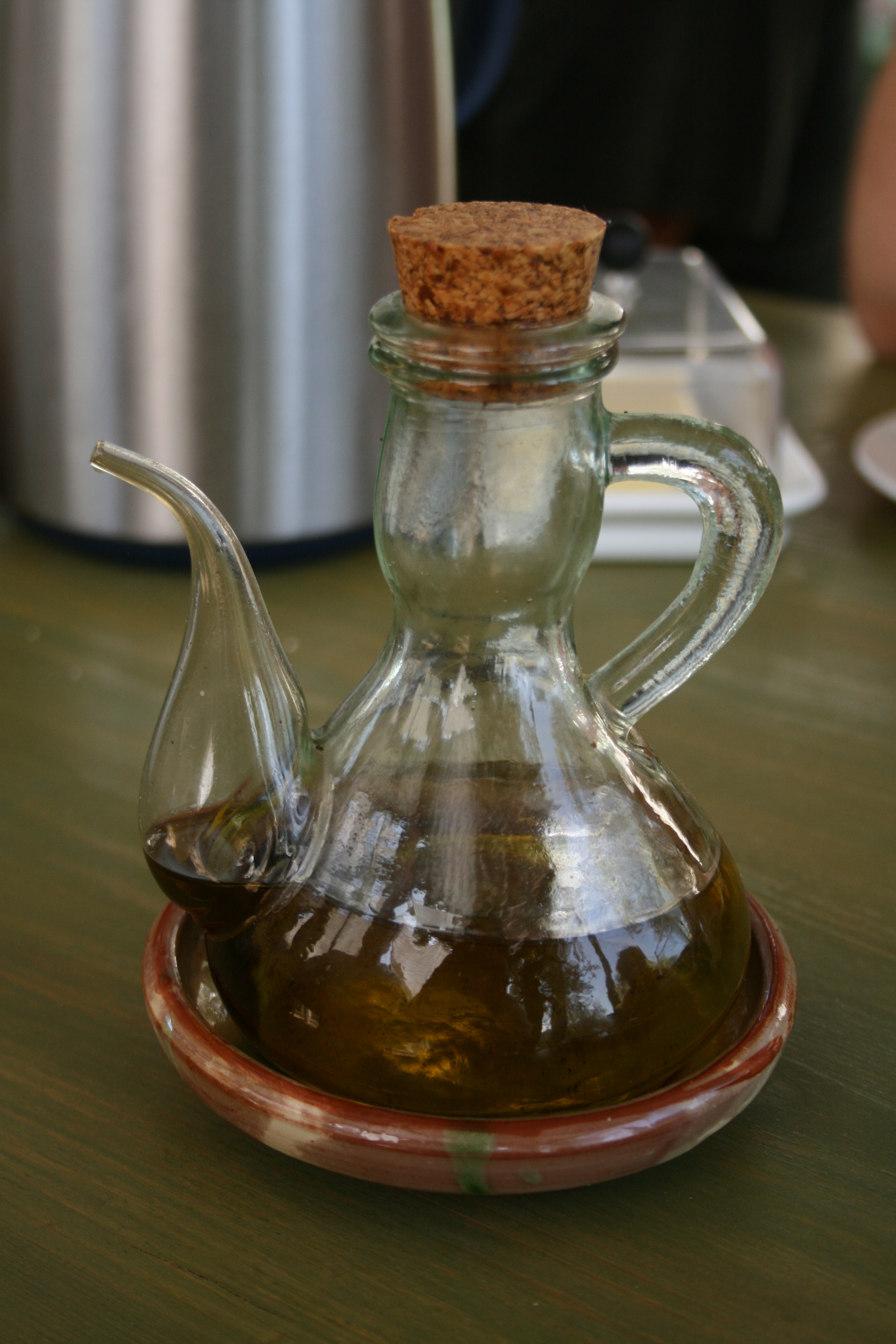
El uso de aceite de oliva está muy extendido en la gastronomía de España, uno de los mayores consumidores y exportadores de este producto.

Es característico de la cocina española tradicional que se alabe, a veces, más a un cierto ingrediente en concreto que a una preparación culinaria. De esta forma, resulta habitual que se alabe a un pescado de una costa específica, a un jamón de cierto lugar, a un garbanzo de un cierto pueblo, etcétera. Esto hace que muchos platos y preparaciones posean la denominación del lugar de donde proceden los ingredientes de la mejor calidad. La variedad del clima español hace que pueda darse un gran abanico de diferentes verduras, cereales, hortalizas y frutas. Esta variedad se puede notar en las diversas cocinas regionales españolas. 

### Verduras y frutas

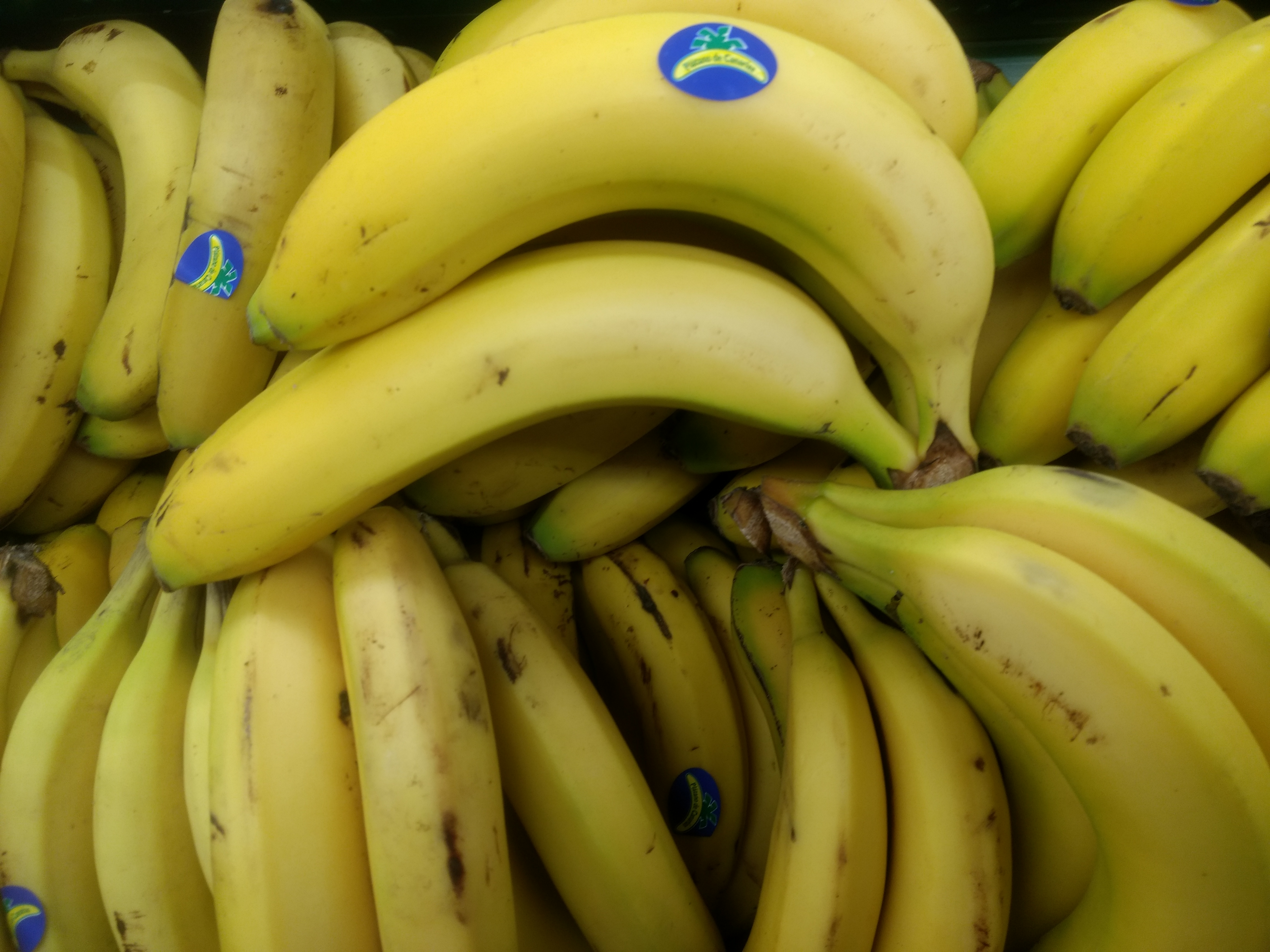
plátanos de Canarias

En general, son abundantes los platos elaborados a base de legumbres (garbanzos, lentejas, judías, etcétera), empleadas en los diversos cocidos y potajes cocinados a lo largo de toda la geografía española, aunque ambos con variaciones regionales en su uso más o menos importantes. Las legumbres suelen conservarse secas y ponerse a remojo horas antes de su cocción. Los cereales son importantes en la alimentación española y se emplean generalmente en la elaboración del pan, dando variedades muy distintas en cada región. El arroz es muy popular entre los platos costeros (dando lugar a la paella), pero también en el interior (como puede ser el arroz a la zamorana). Su expansión por el territorio se produjo en el siglo XIX, donde comienzan a elaborarse platos arroceros de diferentes tipos. Las frutas forman parte importante de la producción agrícola del país, y su consumo es elevado en gran parte del territorio. Existen regiones especializadas en la producción de fruta, e incluso de ciertos tipos de esta, como pueden ser los cítricos (limones y naranjas) de las costas levantinas. La popularidad depende de la temporada, en los meses de verano y otoño dominan los melones y sandías, en invierno las naranjas, en primavera las cerezas y los melocotones.
Uno de los ingredientes dentro del mundo de las verduras que más ha influenciado el carácter de la cocina española ha sido el ajo. De esta forma, Julio Camba menciona la frase: «la cocina española está hecha de ajo y prejuicios religiosos». Su uso ha ido disminuyendo paulatinamente en el siglo XX. Es habitual el empleo de frutos secos en la cocina, siendo el más habitual la almendra. Entre las especias más habituales se encuentran la pimienta, el pimentón (con su característico sabor ahumado), que aparece por doquier en la culinaria española (siendo el más afamado el pimentón de la Vera), la canela y el azafrán. Son frecuentes como saborizantes de algunos platos los pimientos secos en rama, es decir, los pimientos choriceros, las ñoras y las guindillas (sinónimo de picante en la cocina española). 
Dependiendo de la zona se suelen emplear diversas verduras de origen autóctono, tales como las borraja y el cardo, que se preparan cocidas; las escarolas y lechugas en ensaladas; o los calçots catalanes. En el norte es frecuente usar en los periodos invernales coles, y en Galicia son habituales los grelos. El empleo de setas se restringe principalmente a la mitad norte de la Península, siendo su incorporación ciertamente moderna. Las trufas son habituales en las tierras de campos durante los meses de invierno. La aceituna es habitual en la parte meridional oriental de la Península y su producto principal, el aceite de oliva, participa en las preparaciones culinarias de casi todo el territorio, pero con más intensidad en el sur. España es uno de los productores y consumidores más activos del mercado mundial de aceite de oliva.

### Pescados y mariscos
España posee dos líneas costeras amplias y esto hace que se pueda proveer abundantemente de productos marinos no solo a zonas limítrofes sino que también a grandes ciudades del interior. Este contacto con el mar hace que la cocina española posea abundantes recetas de pescado y marisco. Se pueden considerar entre los mariscos, que dependiendo de la zona son populares, los percebes, centollos, nécoras, almejas, bogavantes, cigalas, langostinos y calamares. Los mariscos son habituales en los zonas costeras, siendo posible encontrarlos en las zonas de interior gracias a los avances y eficiencia en el transporte y conservación de alimentos. En el interior su consumo está asociado a festividades sociales. La demanda de pescado en el interior es alta, y esto hace que sus mercados de abasto posean una gran oferta de pescados y mariscos (un ejemplo es Mercamadrid).

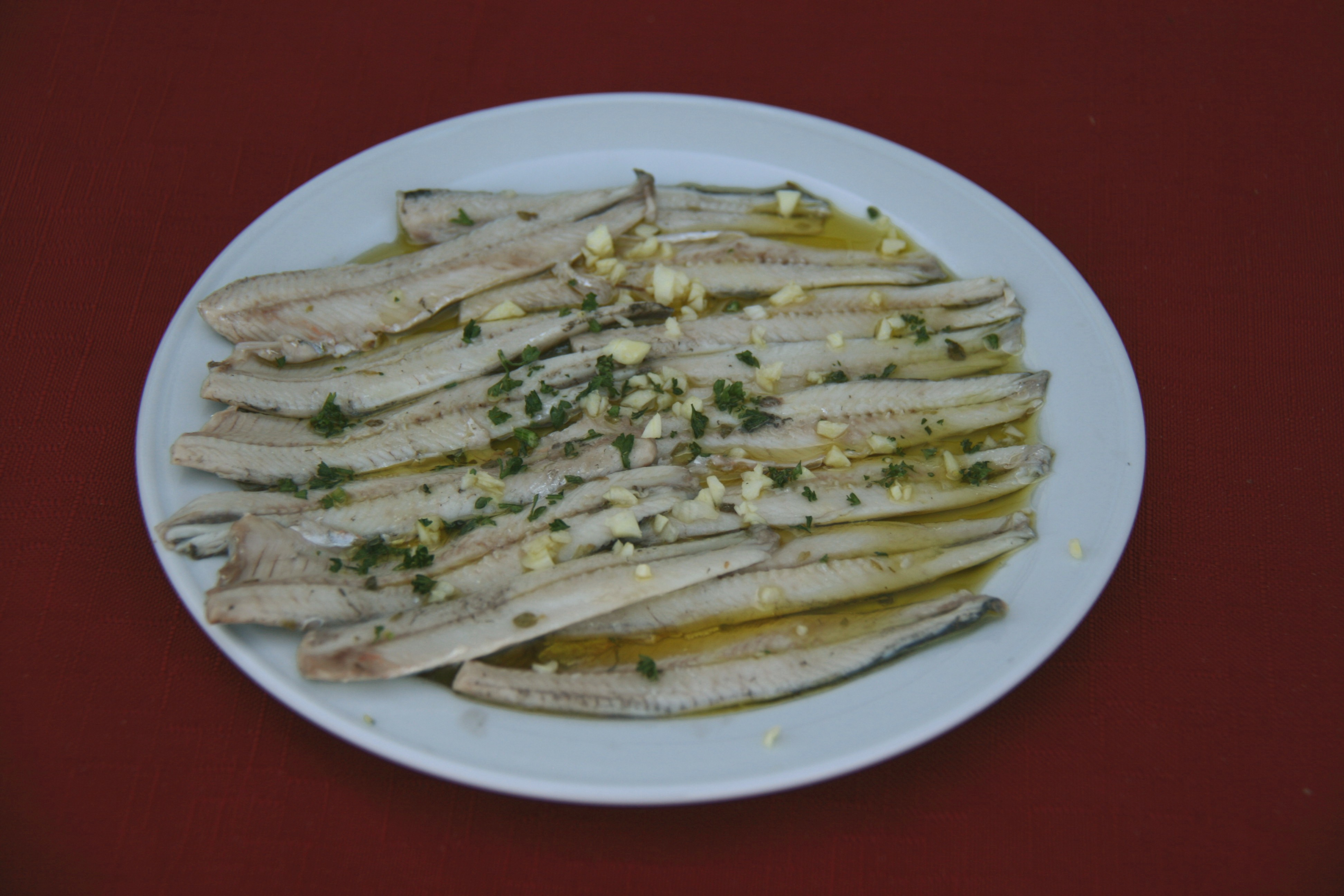
Boquerones en vinagre.

Existe la costumbre de incluir el pescado en la mayoría de los menús españoles, independientemente de que la zona sea costera o no. Un pescado habitual es el bacalao, que suele aparecer con variantes en casi todas las gastronomías regionales. A veces se encuentra en salazón, existiendo tiendas dedicadas exclusivamente a su venta. La dedicación de la cocina española a este pescado es tan grande que se compara con el gusto que posee la cocina portuguesa por este mismo ingrediente. Otro pescado frecuente es el atún, que se encuentra fresco, aunque resulta muy habitual encontrarlo enlatado. La merluza es muy valorada por las cocinas del norte, como puede comprobarse por la numerosa variedad de recetas que hay a lo largo de la costa cantábrica. Las anchoas suelen comerse en salazón bañadas en aceite de oliva, mientras es frecuente ver el boquerón abierto en lomos y marinado en vinagre con abundante ajo y perejil, servido como tapa. Otro pequeño pescado muy habitual en las costas y en el interior es la sardina, que suele prepararse de diversas formas: a la plancha, asada, etcétera. Las truchas son muy frecuentes en diferentes preparaciones y pueden encontrarse en zonas de interior donde hay ríos; la más valorada es la que posee una carne rosada, que se denomina «asalmonada». Los escabeches son muy populares y, aunque en la antigüedad eran empleados como medio de conservación de pescados, hoy en día se consideran por su sabor.

### Carnes, caza y embutidos
Entre las carnes cabe decir que el consumo de carne de cerdo está muy extendido por el territorio, siendo España uno de los mayores consumidores (y productores) de esta carne en la Unión Europea. Existe una raza autóctona: el cerdo ibérico, que es muy valorada. La mayor parte de la carne de cerdo se dedica a la chacinería, que posee diversas variedades de embutidos en cada región de España, tal y como pueden ser los chorizos, las morcillas, los morcones (botillos), etcétera. La variedad de embutidos es tal que cada región posee su propio estilo y gusto en la elaboración. Por ejemplo, algunos autores modernos describen dieciocho clases de morcilla en la cocina española. Es habitual el consumo de cerdos lechales o cochinillos (generalmente asados). No obstante, el producto porcino más solicitado por los españoles es con mucho el jamón, omnipresente en todos los ámbitos culinarios. En gran parte del territorio se realiza la matanza del cerdo, actividad familiar tradicional realizada en invierno y que poco a poco se va perdiendo. 

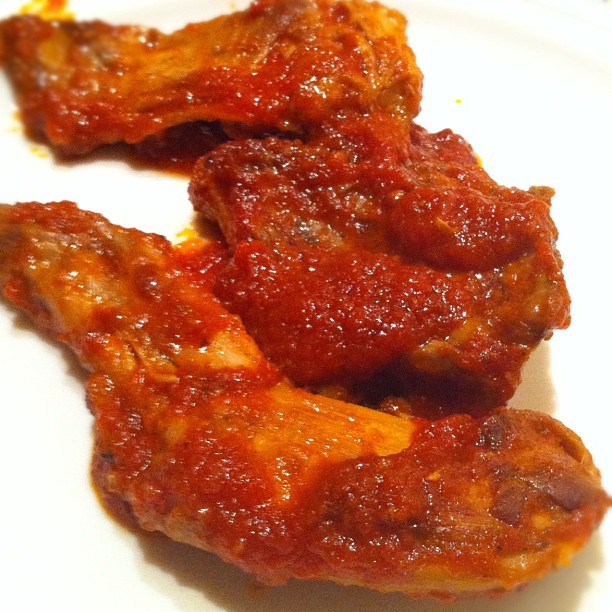
Conejo con tomate.

Entre las carnes se puede ver que apenas se come buey (uso restringido a zonas del Norte de España, como el País Vasco), pero la carne de ternera es relativamente frecuente. La carne de oveja es muy habitual en las zonas ganaderas, así como la de cabra. Las preparaciones más habituales suelen ser mediante asados o estofados diversos. La carne de caza es muy popular en casi todo el territorio, y es frecuente encontrar piezas grandes como el venado o el jabalí y pequeñas como la liebres y el conejo, todas ellas formando parte de los ingredientes habituales de algunos platos clásicos. La carne de conejo es habitual y forma parte de los platos tradicionales de algunas regiones españolas. Dependiendo de la zona, la carne de caza se reparte entre grandes piezas (como venados, gamos, etcétera) o volatería (como gansos, faisanes, etcétera). Los huevos de aves (en especial de gallina) son muy populares en diversas preparaciones en la cocina española, desde la famosa tortilla española (y su variante paisana), los huevos rotos (o estrellados), los huevos con magras de jamón, los duelos y quebrantos, fritos, etcétera.

### Especias
El uso de especias no está demasiado extendido en la gastronomía española. No obstante, el color por excelencia de esta cocina es el rojo, debido a especias populares como el azafrán, el pimentón, la ñora o el pimiento choricero. Preparaciones culinarias como el escabeche, el adobo, el sofrito, etcétera tienen este color. Ya a finales del siglo XIX Alejandro Dumas comenta el uso extendido del pimentón en la chacinería hispana, que a diferencia de otros pimentones tiene un aroma ahumado. Ya en esa época el pimentón se asocia a los guisos populares. La pimienta negra es muy popular y forma parte de los guisos más tradicionales. Entre las hierbas aromáticas es frecuente el uso de la hoja de laurel, el tomillo, el romero, etcétera. También es frecuente el uso de la canela y el clavo en algunas preparaciones de la repostería española.

### Dulces y postres

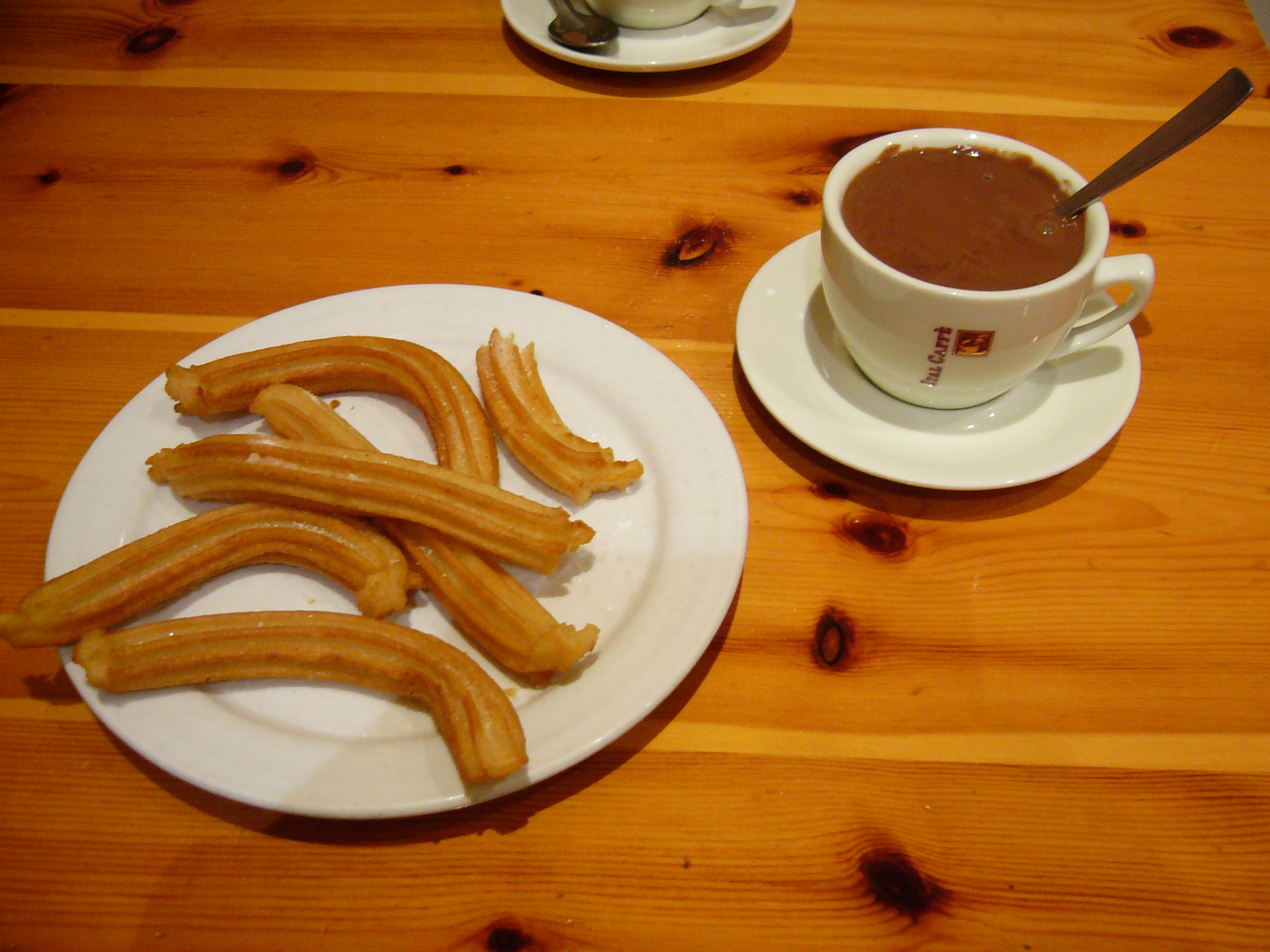
El chocolate con churros es un desayuno o una merienda de origen madrileño muy típica en la repostería española.

La variedad de postres y de dulces en la cocina española es comparable a la diversidad de platos existentes. Es muy habitual que cada región posea un postre tradicional que emplea una fruta o condimento típico de la zona. La repostería en España posee una gran historia que se remonta a la época de los romanos y su gusto por la abundante miel de Hispania. Son muy populares las rosquillas, las pastas castellanas y los pasteles elaborados con hojaldre. La época andalusí ha dejado numerosos dulces de aspecto árabe en la zona meridional del país, como los mazapanes, los turrones y los alfajores, todos ellos muy difundidos a través del territorio. Algunos están vinculados a festividades religiosas cristianas, como el roscón de Reyes o los dulces navideños (turrón, polvorones, peladillas, pestiños, etcétera). El chocolate se emplea en la repostería española como bebida normalmente mezclado con churros, siendo su empleo en repostería una influencia externa, y los buñuelos de crema también son un postre muy típico y distribuido por el país. Las magdalenas y los sobaos son un desayuno muy típico de las familias españolas. Las natillas y la cuajada son postres muy extendidos también.
La mayoría de la repostería española se fundamenta en un ingrediente importante: las almendras, muy abundantes en los campos españoles. El chocolate es muy popular entre los ingredientes reposteros, empleado como decoración e ingrediente. En el norte de España los dulces son igualmente elaborados y se emplea frecuentemente la vainilla como aromatizante. Los dulces y postres españoles son muy variados, y en su diversidad tan ligada a lo regional no existe uno de ellos que resuma el carácter de nacional, como puede ocurrir en las gastronomías de otros países. Las costumbres españolas para servir dulces y postres son similares a las del resto de países europeos: frecuentemente en los desayunos, tras los almuerzos y en la popular merienda.

## Preparaciones culinarias

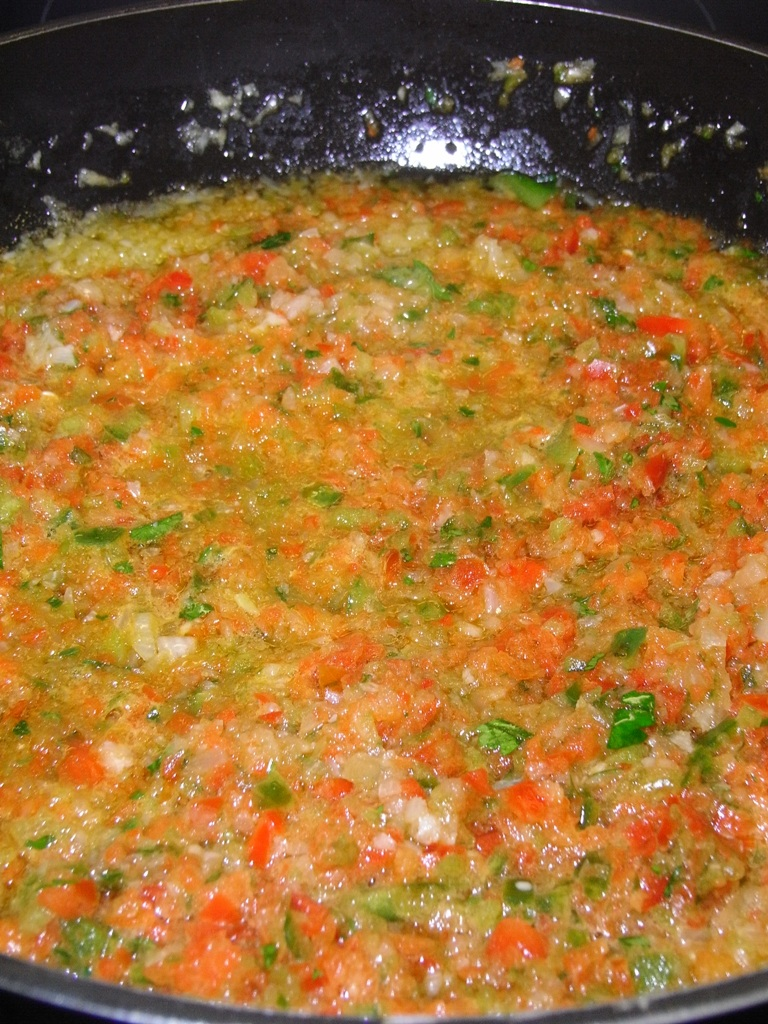
El sofrito, preparación típica española.

Pocas preparaciones reúnen tanta diversidad en la cocina española como el cocido, denominado antiguamente olla. Una de las técnicas culinarias más extendidas en la mitad septentrional es el asado, que en el interior se elabora en hornos (generalmente de preparaciones cárnicas) y que en la costa se traduce en su homólogo sobre pescados. El asado en cazuela de barro es una práctica castellana muy habitual, y existen diversos ejemplos de ello a lo largo de su geografía. El embutido en sus diferentes versiones es una preparación habitual en toda España. En algunos casos resulta típica la conservación mediante inmersión en grasas: las orzas.
En muchas de las cocinas regionales se emplea frecuentemente la fritura de los alimentos en aceite de oliva hirviendo, aplicándola tanto a carnes como a pescados (pescaíto frito). Es frecuente que la gastronomía clásica emplee recipientes de barro no solo para cocinar, sino también para servir los platos (cazuelas). Una de las preparaciones clásicas de la cocina española es el sofrito, empleado en diferentes platos tradicionales. Otro preparado típico en algunas zonas del norte es la pepitoria y el chilindrón (originario de Aragón y que se propagó por la zona noroccidental de la Península).
Existe una gran afición por las verduras encurtidas, en especial por las aceitunas, que están presentes en la mitad sur española en casi cualquier aperitivo informal, aunque cabe destacar también a las berenjenas, los ajos, las cebollas (generalmente de pequeño tamaño) y los pepinillos. El encurtido español posee un fuerte sabor a vinagre. Dentro de las preparaciones en vinagre se tienen los escabechados de pescados y aves. Otra preparación habitual es el adobo en pimentón. Entre las salsas se encuentra la mahonesa, el alioli, el ajo arrierro, el ajo cabañil y el atascaburras.
En el terreno de la comida informal es muy popular en todo el territorio el bocadillo, un producto elaborado con pan de corteza dura cuyo interior se ha rellenado con algún tipo de alimento. Este bocadillo es tan habitual que se presenta en una gran variedad de formas y contenidos en los bares, siendo los más populares los de tortilla española, el pepito de ternera, la pringá andaluza, el bocadillo de calamares madrileño, etcétera. Algunos de ellos se elabora con ingredientes simples, como pueden ser el queso, el chorizo, el jamón, etcétera. Menos popular es el empleo de sándwich y medianoches aunque hay preparaciones típicas recientes, como son el sándwich mixto y el mixto con huevo.

## Bebidas

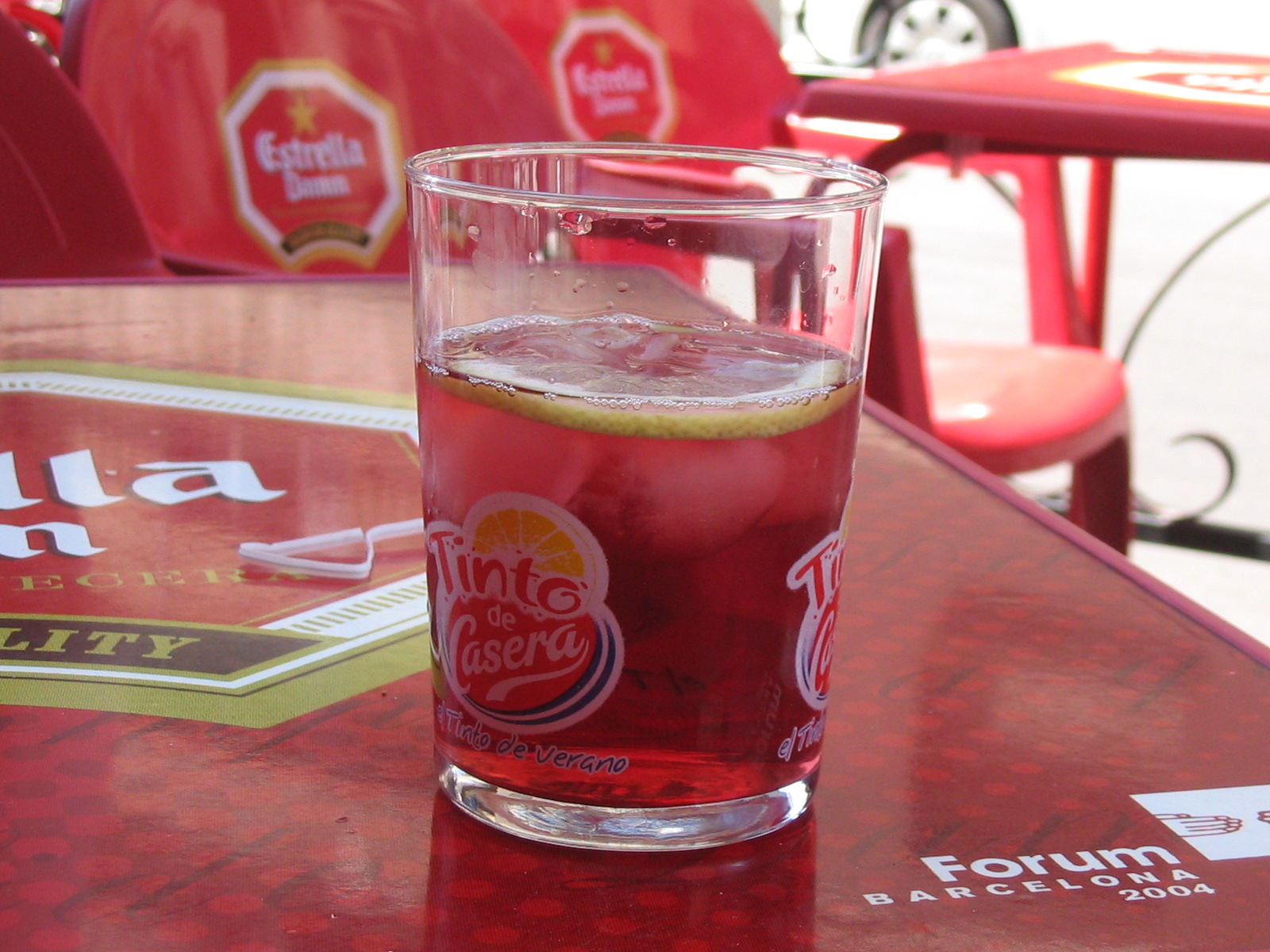
La reciente aparición de bebidas como el tinto de verano (mezcla de vino tinto y gaseosa) son muy populares.

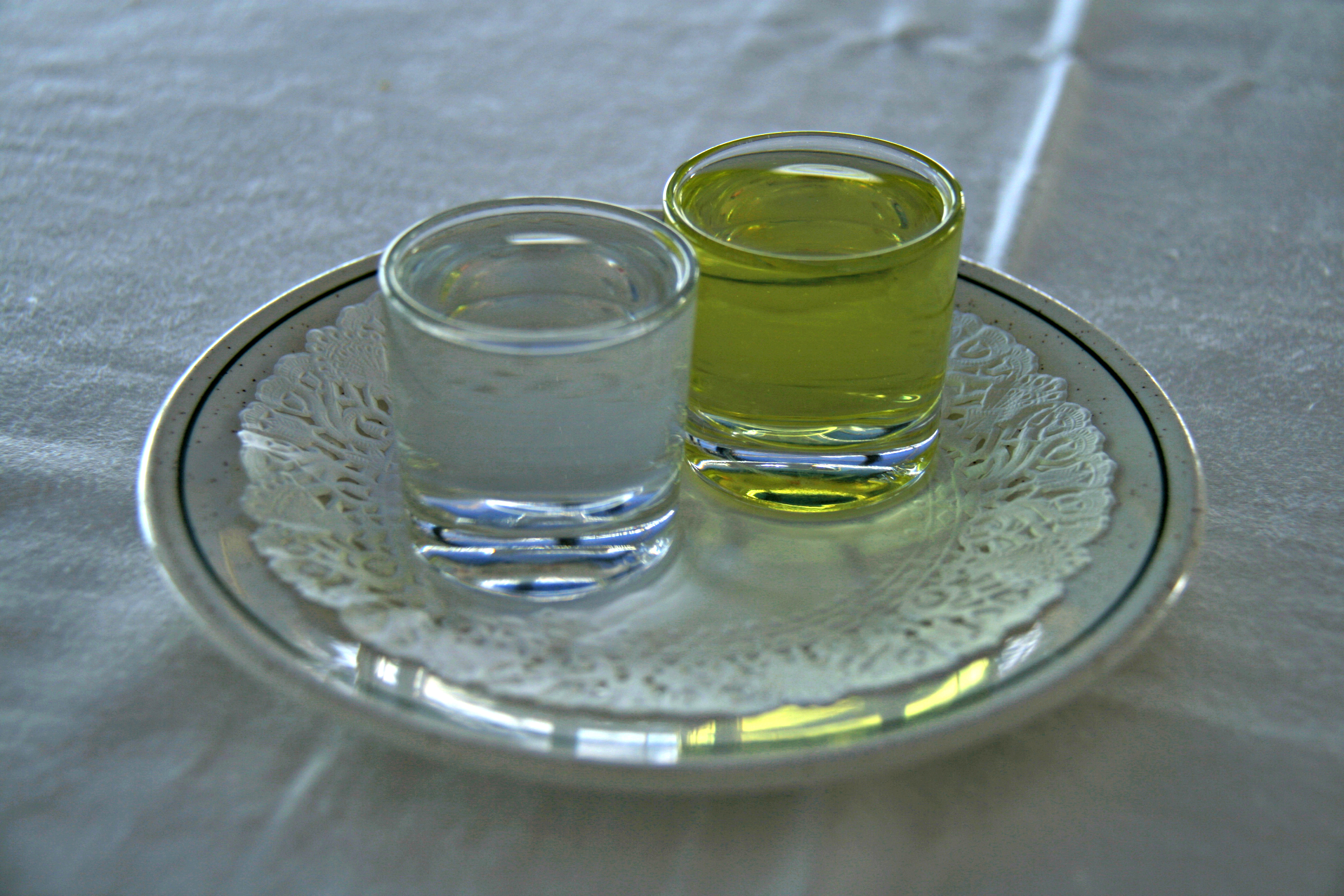
Chupitos de aguardientes (generalmente servidos a los postres como cortesía).

Entre las bebidas no alcohólicas más populares que se han tenido desde el siglo XVI en España está el chocolate en taza, si bien esa popularidad ha ido cediendo desde comienzos del siglo XX en favor del café, restringiéndose actualmente a las chocolaterías que sirven el popular chocolate con churros y a fiestas tradicionales. Es frecuente que el café sea torrefacto, y puede servirse sin leche (solo), con una porción de leche (cortado), con leche, y con bastante café y poca proporción de leche (largo de café). La terminología sobre el café puede variar de una región a otra. Entre los refrescos más populares está la gaseosa La Casera (un refresco azucarado), que suele mezclarse con vino y otras bebidas en los meses más calurosos de verano. En muchas ocasiones la horchata, procedente del Levante, se emplea también como refresco. De la misma forma aunque casi en desuso está el agua de cebada y la horchata de arroz. En los meses de verano suele ser muy habitual el consumo de granizados y sorbetes, aunque poco a poco se están imponiendo los refrescos de cola, que suelen servirse con una rodaja de limón dentro del vaso. En el sur de España, aun siendo un plato, se consumen también como refresco sopas frías como el gazpacho y el ajoblanco.
Una de las bebidas alcohólicas que más caracterizan la culinaria española es el vino, diferente según la región, que fue introducido en la Península por los fenicios (véase Historia del vino). Otras bebidas fundamentadas en alcohol se encuentra el ron (el popular cubatas), los anises de Chinchón y los aguardientes (empleados como cortesía en los restaurantes en forma de chupitos y empleados antiguamente como desayuno). Es el aguardiente una de las bebidas conocidas desde antiguo, y ya en el año 1599 se elaboraba con alambique.

### Cerveza
El consumo de cerveza es relativamente reciente en la sociedad española (véase: Historia de la cerveza en España), empezando solo desde finales del siglo XIX, creciendo su consumo en aceptación desde entonces. De comienzos del siglo XX datan las primeras industrias cerveceras en España, época en la que la cerveza se encabezaba (fortificaba) con el fin de que conservase sus propiedades durante los calurosos meses de verano. La cerveza más habitual es de tipo Pilsen. La influencia alemana también ha contribuido a masificar los demás tipos de cerveza (Altbier, Helles, Märzenbier, Schwarzbier, etc.)

### Vinos de España

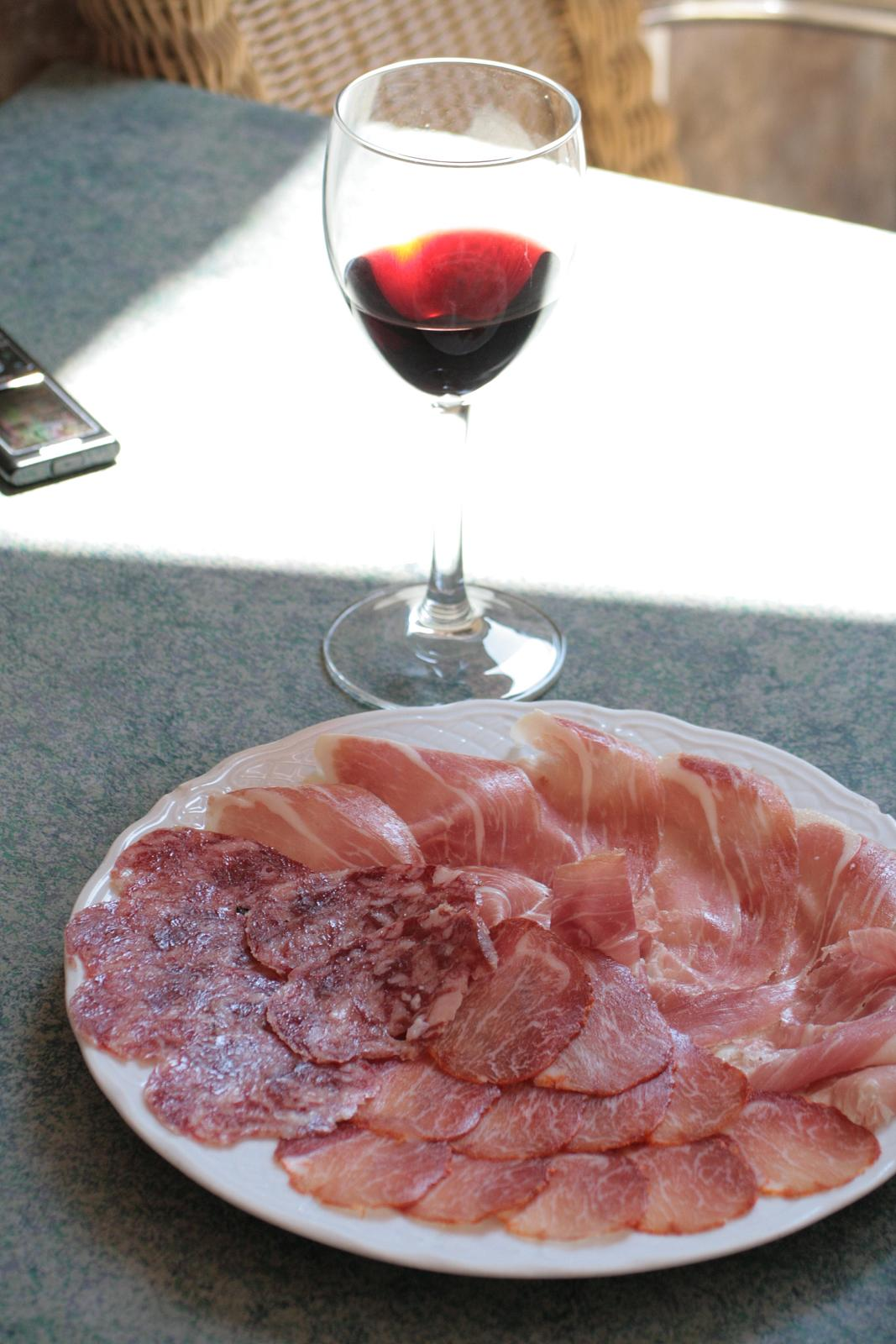
Vino tinto, acompañando un plato de embutidos ibéricos.

El vino es una de las bebidas alcohólicas que más aceptación ha tenido tradicionalmente entre la población española. Es clásico servirlo en recipientes como una bota (o en su versión de cristal: el porrón) que permiten compartir un cierto volumen de vino entre varios bebedores. España tiene diversas regiones vitivinícolas, recorriendo una amplia gama de calidades y cualidades. El vino suele ser tinto en la mayoría de los casos, la variedad de uva más habitual es el tempranillo y suele acompañar a las comidas o al típico tapeo. El sur de España posee una larga tradición de vinos generosos, como el jerez y la manzanilla. Una bebida a base de vino que se ha popularizado hasta el extremo de ser demandada por los turistas es la sangría (ponche de vino con frutas), además del tinto de verano en algunas regiones.

### Cava
El término «cava» se aplica a vinos espumosos elaborados por el método tradicional, siendo originario de la región del Panadés catalán, especialmente de la localidad de San Sadurní de Noya. Su elaboración se ha extendido a lo largo del territorio nacional hasta el punto de existir diversas regiones españolas acogidas a la denominaciones de origen. Durante el siglo XX se extendió su consumo por todo el país, habiendo crecido las exportaciones. En la sociedad española el cava se ha asociado tradicionalmente a ambientes festivos y de celebración. El consumo de cava sufre un pico estacional en las celebraciones navideñas, es decir, en los meses de diciembre y enero.

### Sidra
En las regiones de la cornisa cantábrica, al norte de España, se elabora una bebida fermentada de manzana denominada sidra. La primera alusión a esta bebida se debe a Estrabón (s. I d. C.), que mencionó la bebida de los astures llamada zythos, si bien los historiadores actuales discuten si esta bebida era sidra o cerveza. Las sidras se beben con ritos como la escancia y suelen servirse en sidrerías (sagardotegia en euskera). Dependiendo de la región tiene ligeras variantes: por ejemplo, la sidra guipuzcoana es más ácida y menos dulce que la asturiana y suele consumirse directamente del tonel (kupela). La popularidad en estas regiones es tal que periódicamente se celebran festivales en honor de la bebida.

## Costumbres

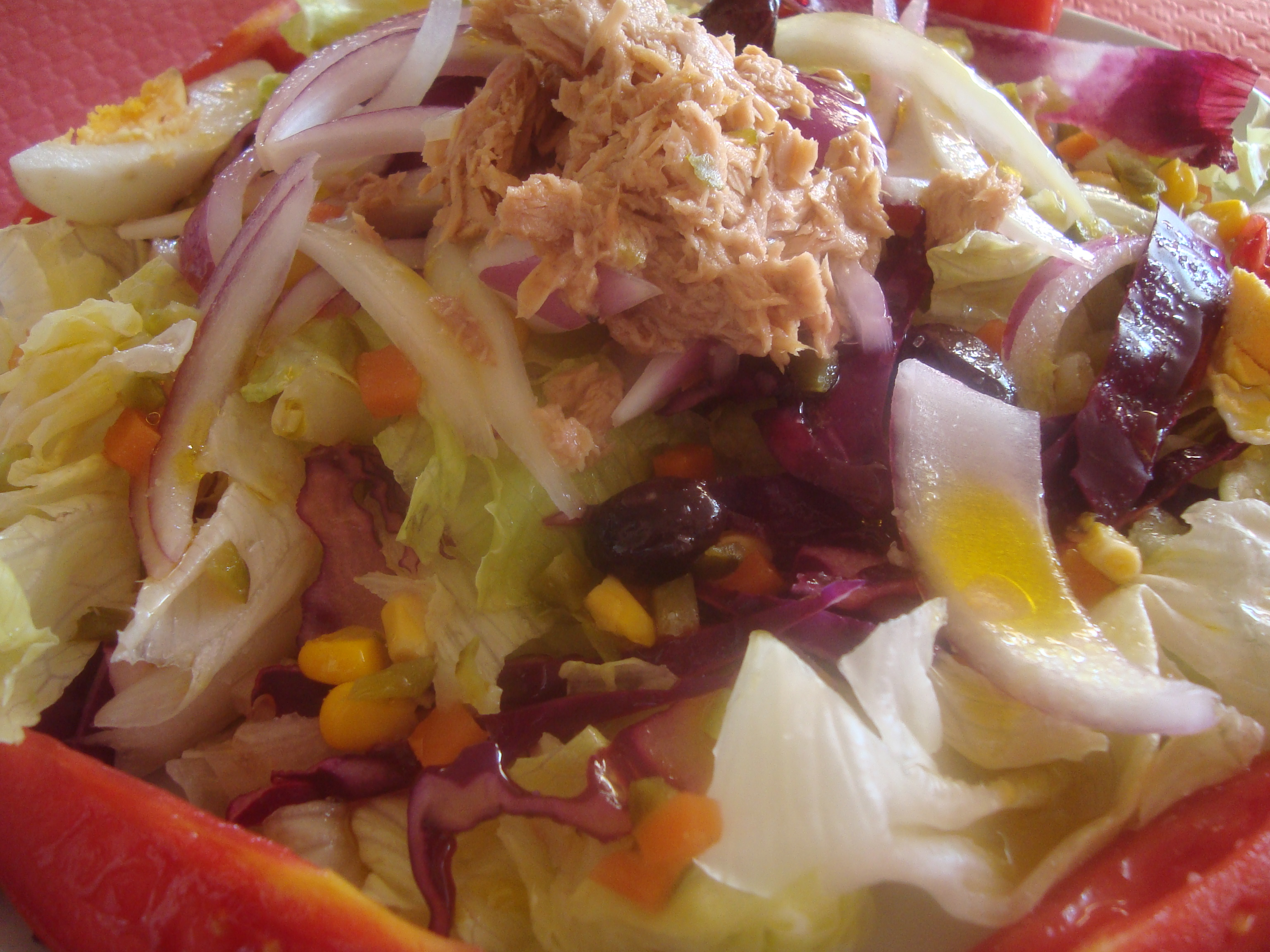
Ensalada típica española.

Existen numerosas costumbres culinarias en el territorio español. Las diferencias regionales eran antes más acusadas, pero en la actualidad puede decirse que los españoles poseen un comportamiento más o menos homogéneo al comer. Es un patrón regular que el desayuno sea ligero, mientras que la comida es el contribuyente energético más importante del día. La cena suele hacerse al anochecer, por regla general más tarde que en la mayoría de los países europeos. Es costumbre que los niños y las personas de edad avanzada incluyan una merienda entre el almuerzo y la cena. 
Cabe decir que en la actualidad las costumbres culinarias de los españoles han cambiado, de tal forma que según las encuestas realizadas por el Ministerio de Agricultura, Pesca y Alimentación los españoles realizan la mayor parte de las comidas fuera de casa, es decir, que consume alimentos en bares, restaurantes o cadenas de comida rápida.

### Las comidas del día

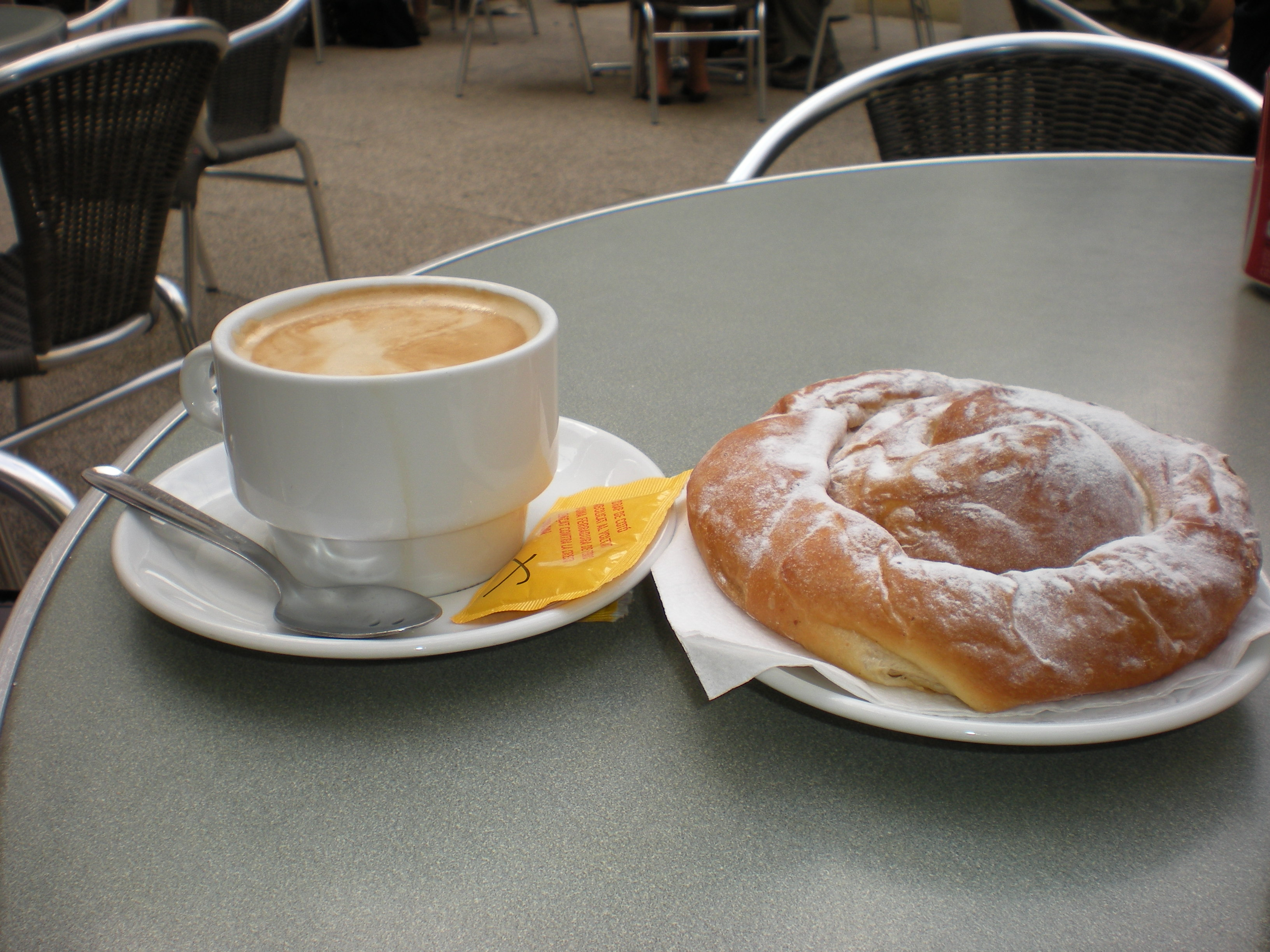
Café con leche y ensaimada, tomado como desayuno.

Durante el siglo XX las costumbres culinarias de los españoles han cambiado significativamente. Aunque no hay un comportamiento claro, al depender de factores como la edad, el sexo, la posición social, etcétera, puede decir que en la actualidad son tres las comidas principales en las costumbres culinarias de los españoles. El desayuno no es por lo general la comida más abundante del día, pudiendo consistir en la mayoría de los casos en un simple café con leche (o bien infusión o zumo) y algún bollo (magdalena, tostada, etcétera). Antes de que fuese popular el café para desayunar, era costumbre tomar un vaso de aguardiente. Suele desayunarse en el intervalo que va desde las 8:00 hasta las 9:00. La comida de mediodía es una comida fuerte que se hace entre las 14:00 y las 15:00 horas. La cena comienza en la mayoría de los casos entre las 21:00 y las 22:00 horas. Los almuerzos del fin de semana suelen incluir una larga pausa tras los postres (denominada sobremesa), dando lugar a la tradición de «café, copa y puro». En los restaurantes es habitual servir el denominado menú del día y es frecuente encontrar platos combinados.

### Tapeo y pinchos
La costumbre de la cocina mediterránea consistente ofrecer diversos platos pequeños arraigó también en España con las tapas, o con el acto de ir de tapas, que se traduce en comer pequeñas porciones de alimentos mientras se bebe. Para algunos autores una tapa es una «pequeña porción de algo que comer que acompaña a una copa de vino». En algunas zonas del norte de España, principalmente en Cantabria, La Rioja, el País Vasco y Navarra, las tapas toman la forma de pinchos (llamados pintxos en euskera). En esas zonas es habitual cobrar todas las tapas al mismo precio. En otras zonas de la geografía española sobre todo en Andalucía oriental, hay costumbre de ofrecer la tapa gratuita por cada bebida que se sirve. La costumbre del tapeo en España no tiene una hora fija, pudiendo decirse que ocurre a horas del mediodía y el atardecer, es decir, en horas cercanas a la comida y cena respectivamente. Este tipo de elaboración de platos pequeños se ha venido a denominar cocina en miniatura, por lo artístico y escueto de algunas preparaciones.
|                       |
| pinchos en Barcelona. |

|                                                    |
| Tapas variadas en un restaurante de Martos (Jaén). |

## Gastronomía de las regiones de España
Sobre la clasificación de las cocinas de las regiones de España ha habido diversas opiniones. Existen autores que muestran la cocina española en diversas regiones, en función de los guisos o ingredientes más predominantes: de esta forma, Enrique Sordo define siete regiones en su obra Arte español de la cocina, y Luis Antonio de Vega menciona cinco en su Guía gastronómica de España. Es precisamente Néstor Luján y Juan Perucho quienes hacen una clasificación en su Libro de la cocina española. Los libros de cocina actuales mantienen esas clasificaciones políticas, mediante una división de las cocinas repartidas entre las diecisiete comunidades autónomas (y sus dos ciudades autónomas).

### Cocina de Castilla y León

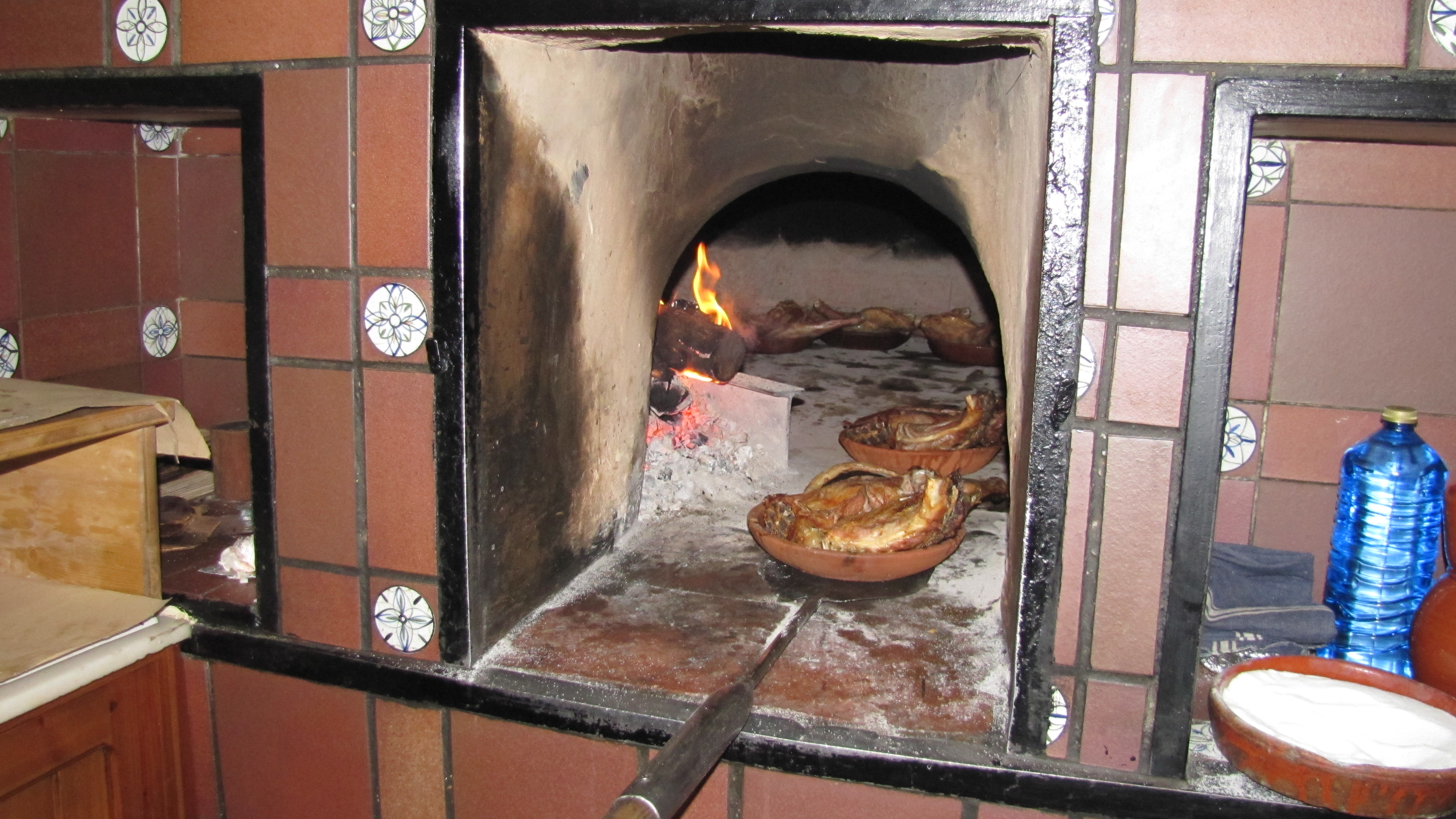
Lechazo asado en un horno de leña tradicional en el Asador Rafael Corrales, fundado en 1902 en Aranda de Duero (Burgos).

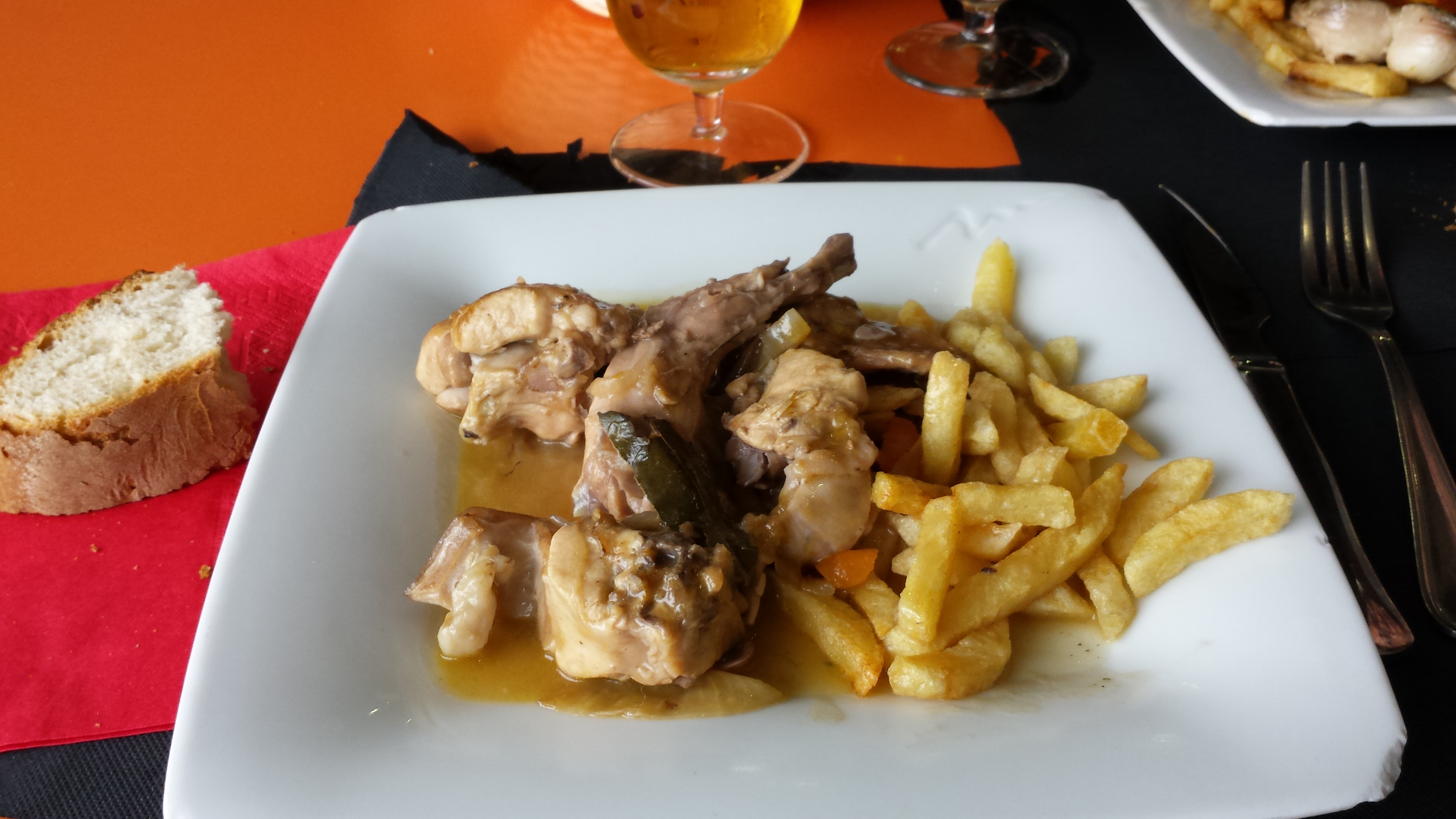
Conejo escabechado.

La mayor parte de la cocina de Castilla y León entra dentro de la denominación de la cocina castellana tradicional. Sin embargo, la cocina leonesa hace puente entre la castellana y la de la cornisa cantábrica. La zona castellana es cocina habitual de asados, principalmente de cordero (Aranda de Duero y alrededores) y cochinillo (Segovia). El cordero empleado en estas preparaciones es joven (por debajo del año de edad), en lo que se refiere al cochinillo es un «lechal» (cerdo de unas tres semanas que se denomina «tostón»). Son famosos los sitios (generalmente restaurantes) que cuentan con hornos especialmente construidos para realizar los asados. También destaca la asadurilla o chanfaina, plato elaborado a base de la asadura o corada del cordero. El conjunto de asados típicos de Castilla y León se realiza al estilo castellano.
La ganadería produce numerosos productos de chacinería. De esta forma, se elaboran numerosas variedades de chorizos y cecinas, destacando entre estas la de León o la de Villarramiel. Las morcillas pueden elaborarse con arroz (morcilla de Burgos), con cebolla (morcilla de León) o dulces, como puede encontrarse en algunos pueblos de Zamora. También destaca el botillo de El Bierzo. Entre los jamones debe mencionarse el de Guijuelo. Es frecuente ver igualmente una empanada llamada hornazo, que es muy típica en Salamanca, aunque puede encontrarse variantes en otras zonas, como es en El Bierzo la famosa empanada de batallón (elaborada caracteristicamente, como la mayoría de las empanadas berciana, con masa de pan y patatas) . 
Al ser Castilla y León zona de interior alejada del mar, los pescados más famosos que participan en la culinaria proceden de los ríos, como las truchas (son famosas las del lago de Sanabria o las de los ríos leoneses) y las tencas. Las primeras se suelen comer escabechadas, fritas con unos tacos de jamón en su interior, o con un torrezno. Cada vez son menos populares las ancas de rana (elaboradas con ajo arriero, al perejil y ajo, con aceite, etcétera). También destacan los cangrejos de río que se comen cocidos o en preparaciones como la sopa burgalesa (mezcla de cangrejos y de cordero en jigote). Entre los pescados provenientes de las costas el bacalao en salazón es partícipe en algunos platos.
Entre las verduras destaca el ajo, que participa en numerosas preparaciones de este territorio, siendo una de las más nombradas la sopa de ajo. Entre las legumbres sobresalen la olla podrida (un cocido de abundante y variada carne), las alubias blancas, las judías de El Barco de Ávila, los garbanzos de Fuentesaúco (con los que se elabora el cocido maragato, que se come en orden inverso) y, aunque no hay producción de arroz, el arroz a la zamorana. Destacan también la menestra palentina y las humildes, pero deliciosas patatas a la importancia. La producción láctea da lugar al destacado queso zamorano, elaborado con leche de vaca u oveja, al queso castellano, de leche de oveja y al queso azul de Valdeón, elaborado con leche de vaca (aunque también con mezcla de leches). Son habituales en la repostería de Castilla y León las pastas de todo tipo, el bollo maimón, el ponche segoviano, etcétera. 
Castilla y León es también importante por su producción de vitivinícola, pudiendo encontrarse los vinos de Toro, los tintos de la Ribera del Duero, los blancos de Rueda y los claretes de Cigales, entre otras denominaciones de origen entre las que también destacan Tierra de León y Bierzo.

### Cocina de Andalucía

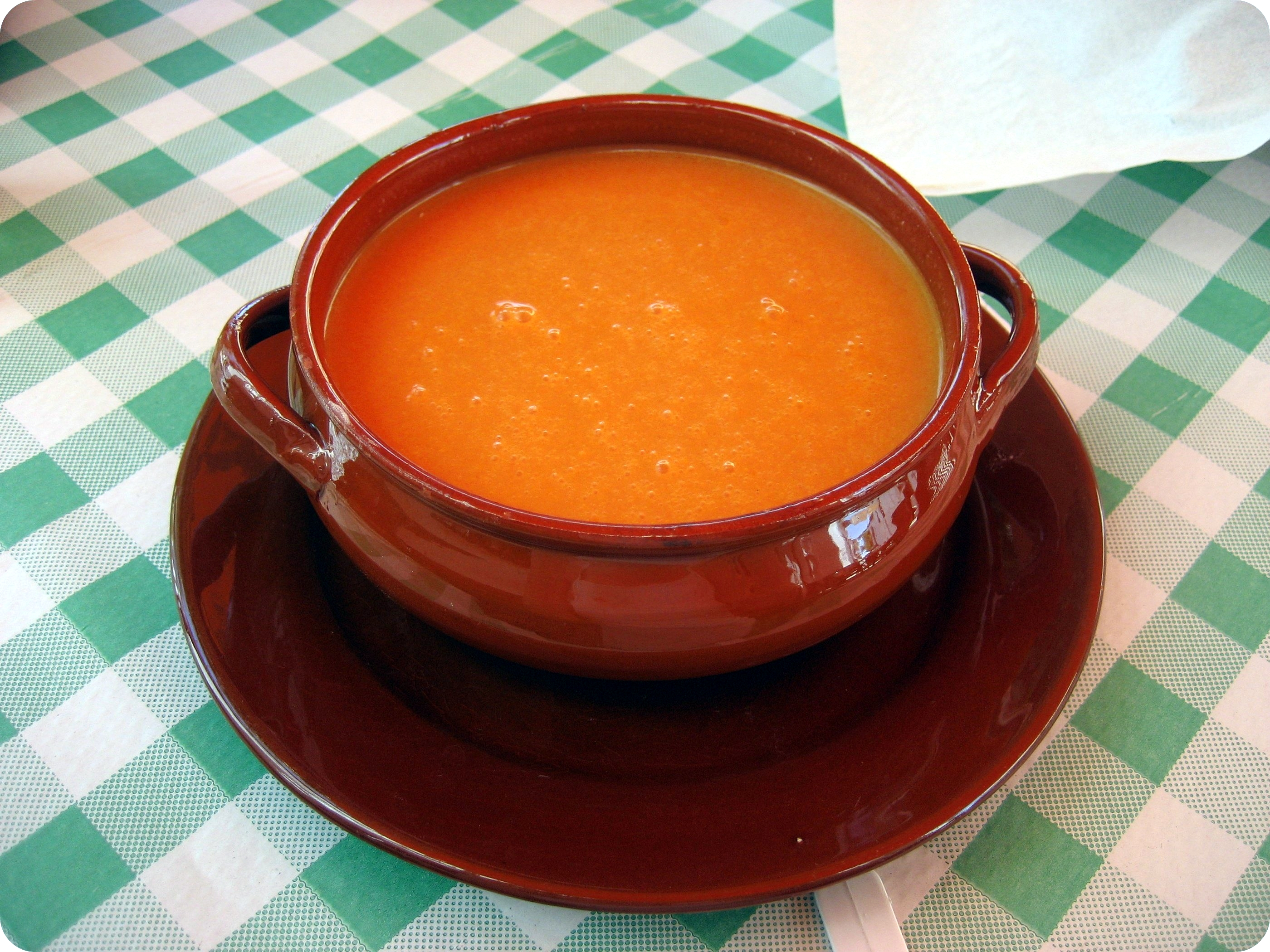
Ración de gazpacho servido en su clásica cazuela de barro para mantener la frescura.

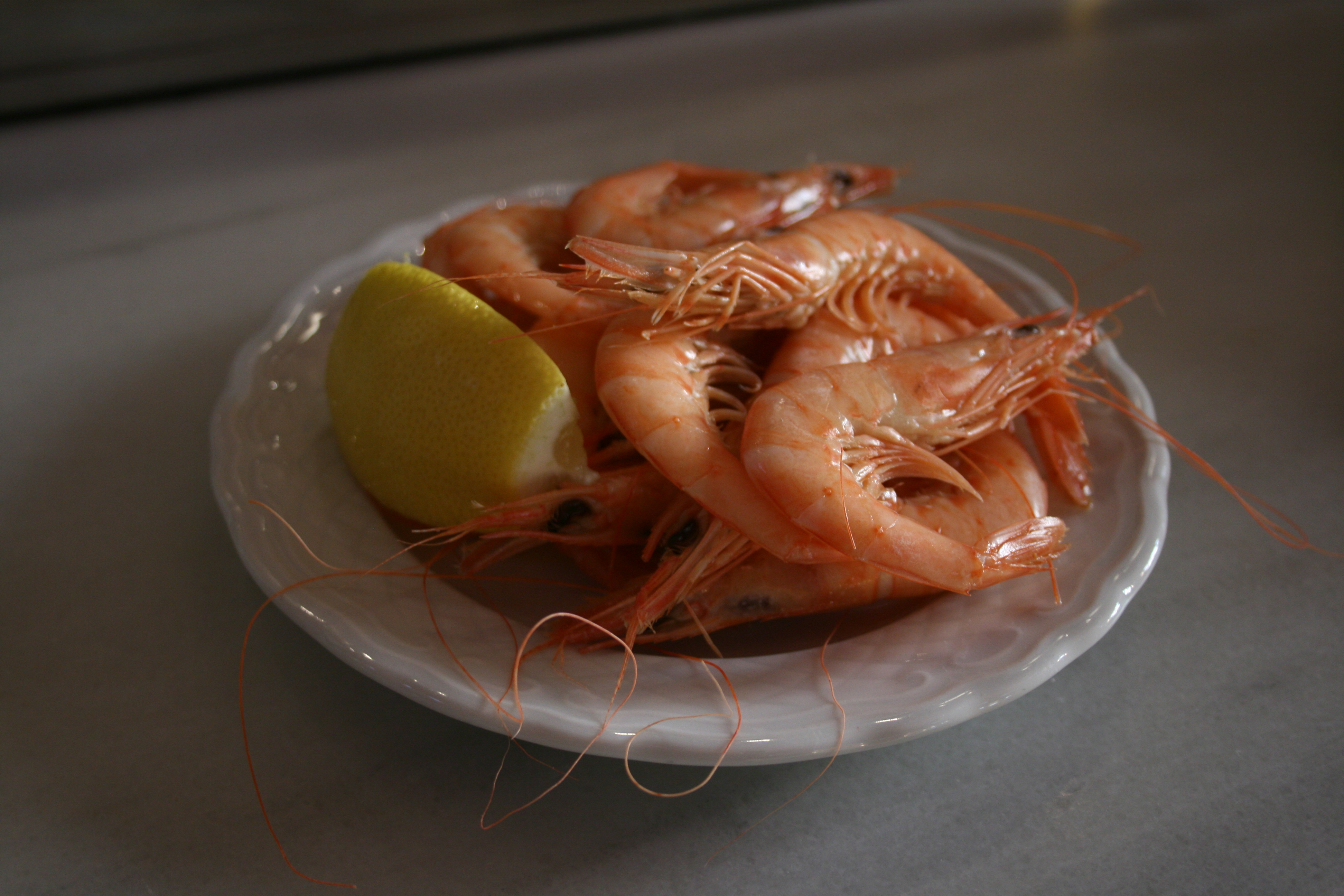
Gambas cocidas a la malagueña.

La cocina de Andalucía tiene dos vertientes: la de interior (rural en su esencia) y la costera. Su fuerte carácter llegó a influir sobre la cocina francesa en dos épocas distintas: durante la primera invasión napoleónica de la Península, y cuando Eugenia de Montijo se instaló en el trono imperial francés. Algunos de estos platos se denominan hoy en día en Francia «à l'espagnole» ("a la española"). De todas las cocinas regionales españolas es (junto con la del Bajo Aragón) la que mayor cantidad de aceite de oliva emplea en sus preparaciones. De todos los platos de la cocina andaluza, el que le ha dado mayor fama internacional es el gazpacho. Se trata de una especie de sopa fría elaborada con cinco hortalizas, pan, vinagre, agua, sal y aceite. Esta sopa tiene como compañeras al ajoblanco malagueño, la pipirrana jiennense, el salmorejo cordobés y otras tantas sopas frías andaluzas: la alboronía, el gurumelo (setas), la poleá, el zoque, el gazpacho de jeringuilla, etcétera.
Son frecuentes los aperitivos elaborados con olivas, como las aceitunas aliñás. Entre las preparaciones con carnes destacan el flamenquín cordobés, la pringá, el rabo de toro y el menudo gitano (también llamado callos a la andaluza). Entre las sopas cabe destacar la sopa de gato gaditana (elaborada con pan), el caldillo de perro (sopa de pescado con zumo de naranjas agrias), las migas canas, etcétera. También existe un cocido andaluz, además de la popular olla de trigo almeriense. Con la denominación «a la andaluza» se encuentran numerosos platos, y tras esta denominación están los tomates y los pimientos. Entre los platos de pescado se encuentran el pescaíto frito, las pavías de bacalao (populares también en Madrid) y las parpandúas (tortillitas de bacalao). Entre las costumbres culinarias se encuentra el típico desayuno andaluz, que tradicionalmente se consideraba propio de jornaleros y que hoy en día se extiende por toda España. 
Entre la chacinería se encuentran el jamón serrano y los jamones ibéricos: el de   Jabugo y el de los  Pedroches. Las bebidas típicas de la zona son los anises de Ojén, de Rute y de Cazalla, y los vinos generosos (de Málaga, de Jerez, fino, oloroso, Pedro Ximénez, manzanilla, Montilla, etcétera), así como el destilado del jerez (brandy de Jerez).

### Cocina de Castilla-La Mancha
En la región de Castilla-La Mancha las costumbres culinarias reflejan un origen de alimentos elaborados por pastores y campesinos. El nombre La Mancha podría provenir de una expresión en árabe con el significado de ‘tierra seca’. Es parecida en algunos aspectos a la cocina de Castilla y León (por los asados y los quesos), teniendo influencias al sur con la cocina andaluza de interior y de Extremadura. Se menciona a menudo que el mejor recetario de la cocina manchega es el Don Quijote de la Mancha de Cervantes. Su personalidad, con el tiempo ha llegado a influir sobre otras cocinas regionales como la madrileña, donde existen platos típicos de inspiración claramente manchega. Predominan el trigo y los cereales: pan, sopas, gazpachos, migas, gachas, olla de trigo, etcétera. La cocina manchega es abundante en ajo (se define a Pedroñeras como la «capital del ajo»), llevándolo algunos platos en su nombre, como el ajo arriero, el ajopuerco (elaborado con hígado de cerdo) o el ajo pringue. El azafrán se cultiva y se recoge entre septiembre y octubre.

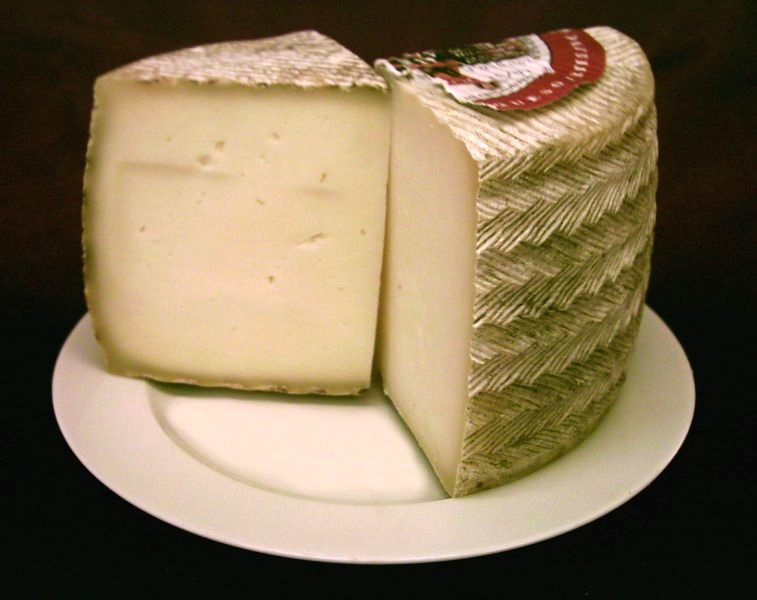
El queso manchego es una de las especies culinarias más representativas de La Mancha.

Algunas recetas tradicionales típicas son los gazpachos manchegos (en nada similares a sus homónimos andaluces), el pisto manchego (fritada de verduras, conocido en el resto de España), las migas ruleras (con carne) y la caldereta galiana. El bacalao en salazón llega estas tierras y se denomina tiznao, usándose en el atascaburras, así como en el zanguango. Entre los platos de verdura se encuentran también el moje, las berenjenas de Almagro y el tojunto. Algunos platos manchegos fueron popularizados por El Quijote, como el salpicón y los duelos y quebrantos. También son populares el morteruelo (llamado foie-gras manchego), las perdices escabechadas y las carcamusas toledanas. Entre los lácteos destaca el renombrado queso manchego, puramente pastoril, graso y de forma cilíndrica. La Mancha posee entre los vinos tintos una denominación de Origen La Mancha específica, así como la de Valdepeñas.
Entre sus postres y dulces más famosos se encuentran los miguelitos, el pan de Calatrava o el Mazapán de Toledo.

### Cocina de Aragón

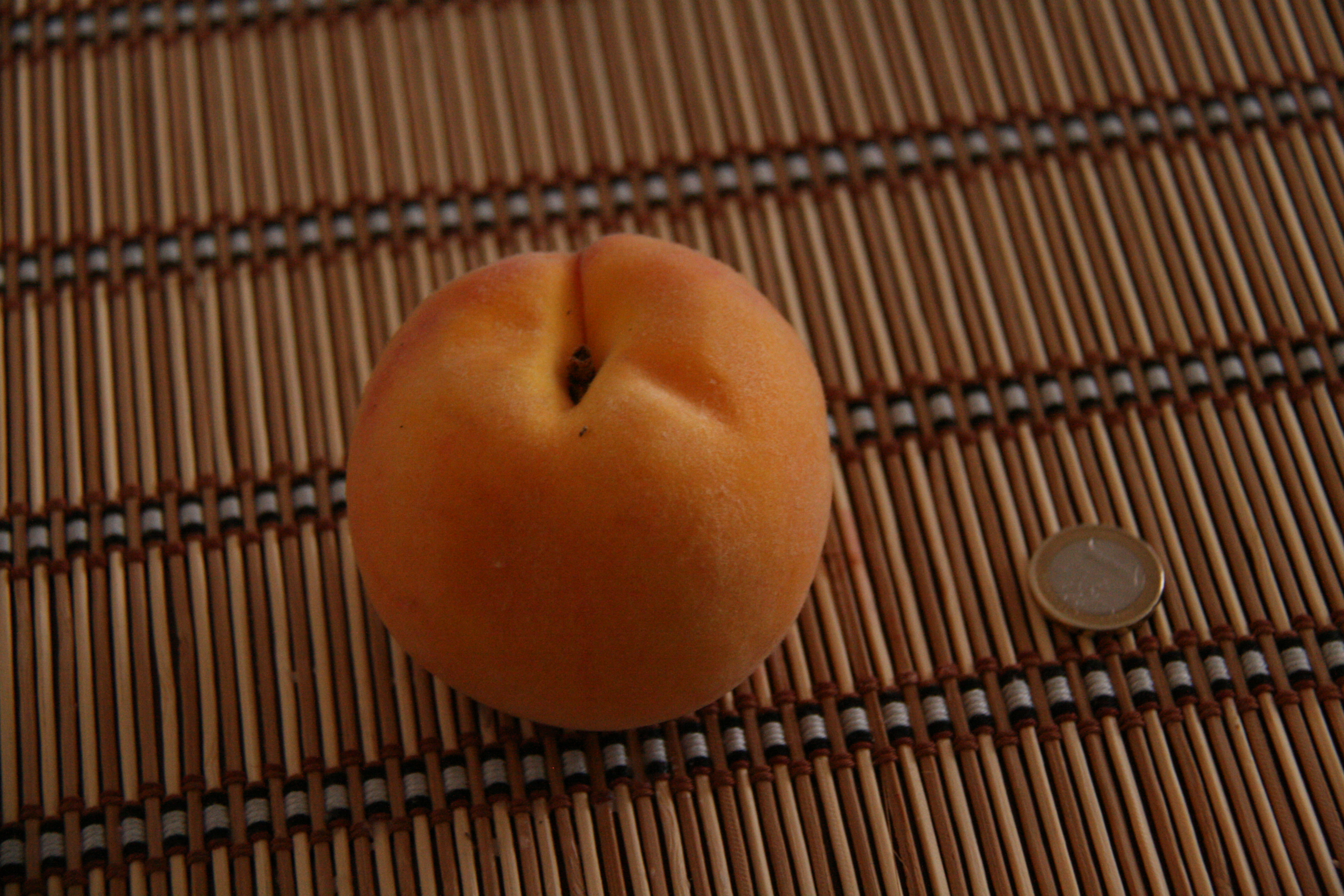
Las frutas típicas de Aragón: melocotón de Calanda.

La cocina de Aragón tiene un origen rural y pastoril, como indica la sencillez de sus platos. La parte central de Aragón, la más llana, es la más rica en especialidades culinarias. Al ser tierra de corderos criados en las laderas de los Pirineos, uno de sus platos más afamados es el asado de ternasco (acompañado tan solo de ajo, sal y grasa de tocino), existiendo el cordero a la pastora (guiso en cazuela de cordero y patatas), las cabezas de cordero al horno y los espárragos montañeses (son las colas de las corderas dedicadas a la cría). Los platos de cerdo son populares, teniéndose las magras con tomate, las piernas de cerdo asadas y las almojábanas. Un plato muy conocido es el pollo al chilindrón, preparado también con cordero. Son platos de origen pastoril aragonés las denominadas migas de pastor y el recao de Binéfar (mezcla de judías blancas, arroz y patatas). En común con otras regiones españolas, son famosos los chilindrones de pollo y cordero. Son conocidas las migas pastoriles, siendo particulares entre ellas las migas con chocolate (de influencia navarra), con tropezones, turolenses, etcétera. Entre las recetas con pan destacan las sopas tostadas y los galianos, además de los regañaos (tortas con una sardina o arenque «incrustado») y la goguera (especie de empanada originaria de Barbastro). Entre las salsas se encuentra el ajo-aceite.
Las legumbres son muy importantes y dentro de las verduras son conocidas las borrajas y los cardos. En el terreno de la chacinería son famosos el jamón de Teruel y los embutidos de Huesca (en especial la longaniza de Graus). Los pescados más típicos son el bacalao, preparado al ajoarriero y a la zaragozana (de forma parecida). Entre los quesos se encuentra el de Tronchón. De las frutas que se cultivan en las provincias de Zaragoza y Teruel son reconocidas el melocotón de Calanda, la cebolla Fuentes de Ebro, las peras de Don Guindo y las manzanas de Campiel, además del aceite de Empeltre y de Arbequina. En el terreno de la caza son famosas la llebrada (una especie de guiso de liebre), las perdices al rescoldo, la riñonada de ciervo y el sarrio. Los vinos de Aragón se reparten entre los de Cariñena, Calatayud, Somontano (Huesca) y Campo de Borja. Existen confituras muy típicas, siendo de las más populares y conocidas las frutas de Aragón y las guindas al marrasquino.

### Cocina de Extremadura

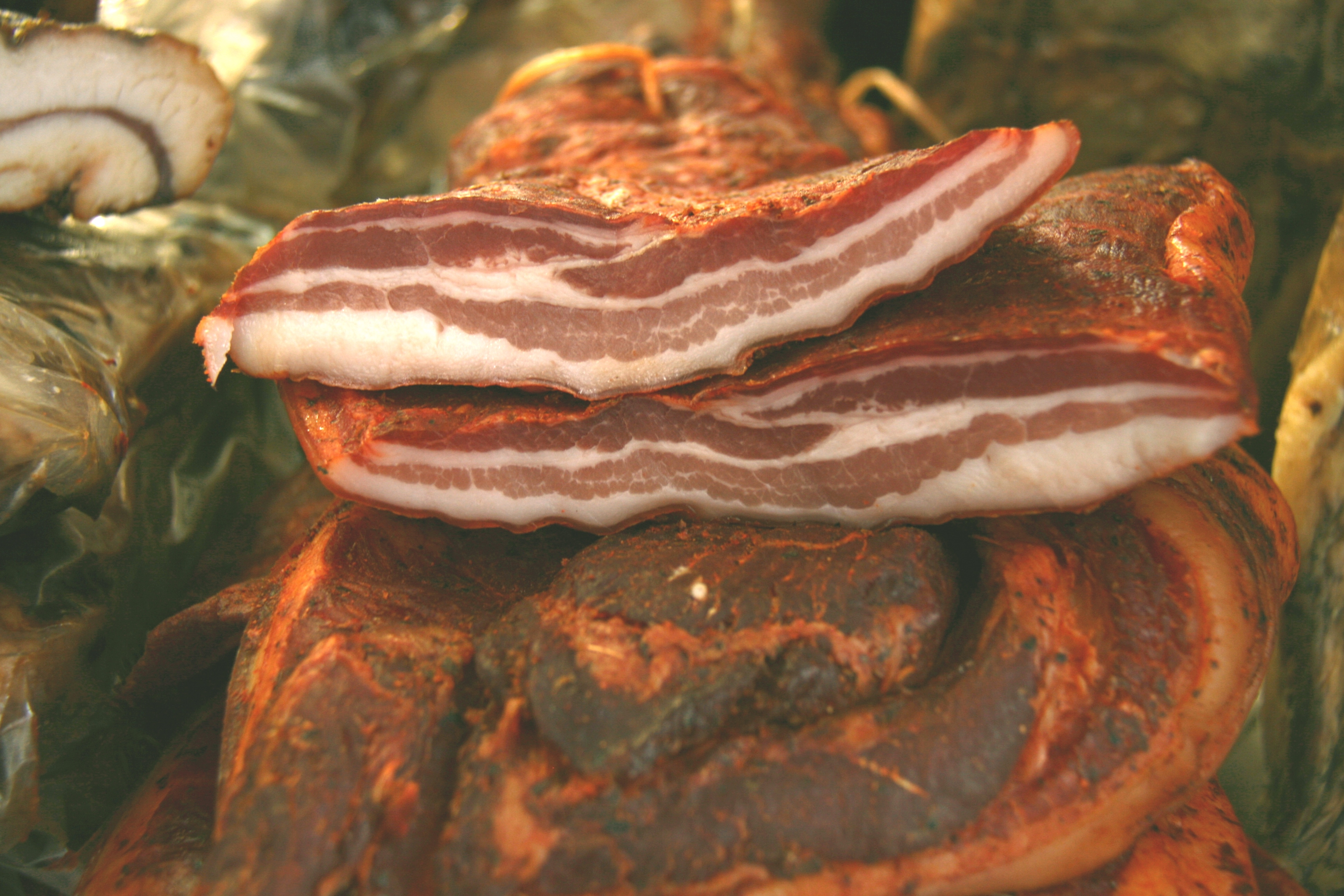
Los productos del cerdo ibérico son usados ampliamente en la cocina extremeña.

La cocina de Extremadura es austera, de platos pastoriles. Es muy similar a la cocina castellana, quizás porque la existencia de la Ruta de Plata ha hecho que su gastronomía se propague por otras regiones españolas (y viceversa). Históricamente eran famosas las recetas culinarias de los numerosos monasterios que se encuentran en sus tierras: son ejemplos famosos los de Guadalupe, Yuste (retiro de Carlos I) y Alcántara. La cocina extremeña es abundante en todo lo relativo a la carne de cerdo, diciéndose que en la región se cría uno de los mejores cerdos de España gracias a las muchas bellotas que proliferan en sus campos: el cerdo ibérico (Sus scrofa europaea) criado en piaras de los campos de Montánchez (jamón de Montánchez) o en los campos de Monesterio, característico por su piel oscura y patas negras y finas. Este tipo de cerdo se cría exclusivamente en España y Portugal. En 2023, el jamón de Monesterio fue galardonado con la categoría Superior Taste Awards por el International Taste Institute de Bruselas. Extremadura es la tierra de preparación de los adobos (aliñados con el pimentón de la Vera) y las matanzas. Los embutidos de cerdo ibérico son frecuentes, al igual que los guisos de cerdo, como la cachuela extremeña (guiso de chorizo, hígado y manteca de cerdo). 
En el terreno de la carne se tienen también la caldereta de cordero, el frito extremeño, etcétera. Destacan las carnes de caza, como el jabalí, las perdices (siendo de las más conocidas la perdiz al modo de Alcántara), el faisán o el venado. También se preparan pescados de río, como las tencas o las truchas, y antiguamente los más populares sábalos y los albures. En el terreno de los lácteos son muy conocidos los quesos, en particular el queso de la serena y torta del Casar, ambas con denominación de origen protegida. Como ejemplos de platos pastoriles extremeños pueden encontrarse las migas, los gazpachos extremeños (sin tomate) y los gazpachos del pastor. Entre los vinos extremeños destaca el de pitarra. Como postres deben mencionarse la leche frita, las perrunillas, los pestiños, las flores, el turrón de Castuera y las cerezas del Valle del Jerte, además de las escaldillas de boda (típicas de Cáceres).

### Cocina de Cataluña

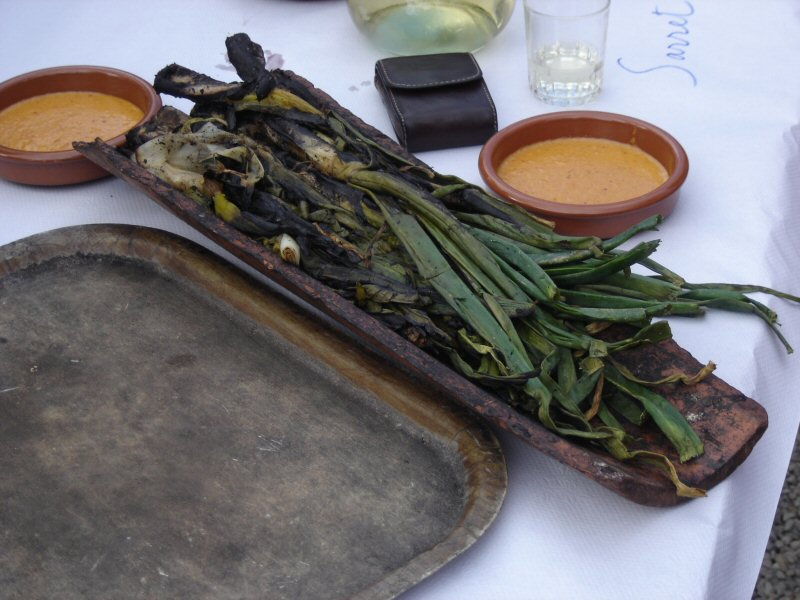
Calçots servidos con su condimento típico, la salsa romesco.

La cocina de Cataluña se fundamenta en una cultura rural, siendo extensa y de gran riqueza culinaria. Cabe destacar que fue en Cataluña donde se escribió el primer libro de cocina de España, mostrando desde antiguo una gran tradición culinaria. Posee una cocina triple: marinera, de montaña y de interior, mezclándose todos ellos en la ciudad de Barcelona. Es famosa entre los cocidos por la escudella (cuyo nombre proviene del plato donde se toma), por regla general de dos vuelcos, y el pan con tomate (pa amb tomàquet), tan divulgado por el territorio español. Al igual que el resto de regiones costeras del Levante, posee platos específicos con arroz. Son curiosos la truita de mongetes (‘tortilla de alubias’), la coca de recapte, la sopa de farigola y los caracoles a la llauna. Entre las salsas se encuentra el romesco tarraconense, empleándose igualmente el alioli (común al Levante, la Provenza y las islas del Mediterráneo occidental), la bullabesa de origen catalán, la samfaina (sofrito de verduras) y la picada.
Entre los embutidos de cerdo están la butifarra (blanca y negra) y el fuet y el salchichón de Vich. Entre los platos de pescado destacan los suquet (guisos de pescado típicos de los pescadores), los platos de mar i muntanya (maridajes de carne y pescado) como el pollastre amb escamarlans, el bacalao guisado de múltiples formas, los arroces de pescado como el arròs negre. Entre los platos con hortalizas son famosos los calçots (especie de cebollas asadas a la parrilla) aunque de reciente popularización, la escalivada. Cataluña es región de vinos y posee cerca de once denominaciones de origen, siendo ejemplos el vino de El Priorato, el Panadés, Costers del Segre, Alella, etcétera. Existe además la tradicional zona de elaboración de cavas del Panadés, cuya producción lideran empresas familiares como Freixenet y Codorníu. Destacan entre los postres la crema catalana (crema de Sant Josep) y dulces como los carquiñoles, los panellets del día de Todos los Santos, el tortel, las cocas, las neulas.

### Cocina de Galicia

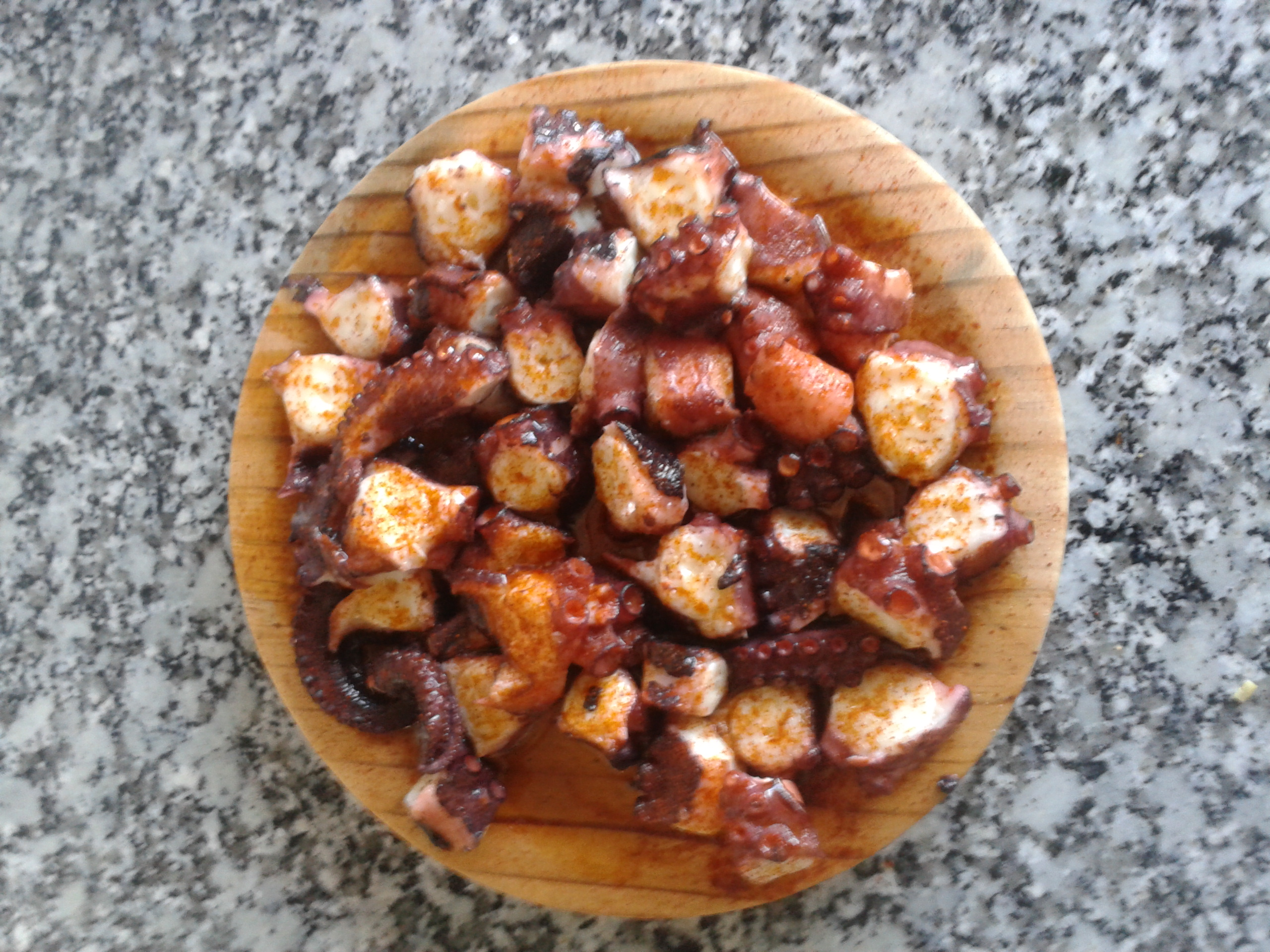
Ración de pulpo A Feira de la Ría de Vigo.

La cocina de Galicia se encuadra dentro de la tradición marinera y pesquera de sus gentes, pero posee igualmente platos de interior. Dionisio Pérez define la cocina gallega como «la alegría del comer». La posición de esta región dentro de la Península hace que su cocina ya no sea considerada mediterránea, al igual que las de otras zonas de la Cornisa Cantábrica. La cocina gallega es conocida en el territorio español gracias a la emigración de sus gentes. Uno de los platos más nombrados es el caldo gallego, al igual que el cocido de la zona, denominado pote gallego. También destaca el lacón con grelos, en las populares laconadas. Se menciona que la patata entró a Europa por primera vez por Galicia, y esto se hace notar en los platos que la emplean (en muchos lugares se llama cachelos a los trozos de patata). Otra receta destacable es el caldo de castañas en los días de invierno. Es popular la matanza del cerdo y sus productos, como pueden ser los lacones (brazuelo del cerdo), las androllas y los botillos (botelos) y los jamones asados. A veces la carne de cerdo participa en platos como la miolada (cabeza de cerdo y espinazo adobados con ajo y pimentón). El regreso a Galicia de emigrantes y la reciente llegada de inmigrantes, incluyendo dentro de éstos a descendientes de emigrantes gallegos que se instalaron en la tierra de origen de sus ancestros, provocó a su vez la introducción de platos tradicionales de otros lugares del mundo, teniendo algunos, como el churrasco, una gran aceptación.
Existe una denominación de platos «a la gallega», tales la merluza a la gallega o el pulpo a la gallega. Los platos de pescado y marisco son famosos y de abundante variedad tanto en formas como en ingredientes. Entre los preparados se encuentran las empanadas gallegas con diversos rellenos, el ubicuo pulpo a la gallega (polbo á feira) elaborado en las pulpeiras, las vieiras (se preparan de muy diversas maneras), el centollo, las nécoras, los percebes, las zamburiñas, etcétera. Un plato curioso de Pontevedra es la langosta con chocolate. Entre los pescados son populares las sardinas preparadas en escabeche o lañadas (asadas), el rodaballo y la merluza. En el interior se pueden encontrar platos de hortalizas, como pueden ser los pimientos de Padrón, los grelos (renuevo o cogollo de la nabiza, sumidad tierna (los tallos del nabo), las afeitas y arranda (puches de avena). Entre los abundantes lácteos se encuentran el queso de tetilla y el de San Simón da Costa (de sabor ahumado). Entre los vinos, por regla general blancos, se encuentran los de Ribeiro y el Albariño. Entre las bebidas alcohólicas cabe destacar el orujo y sus variantes aromatizadas con diversas hierbas. Existen dulces famosos en toda la Península, como la tarta de Santiago.

### Cocina de la Comunidad Valenciana

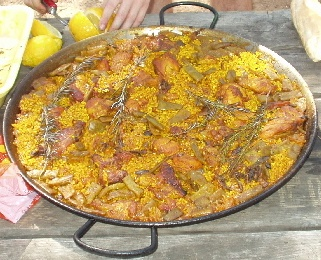
La paella valenciana es uno de los platos más conocidos de la gastronomía española.

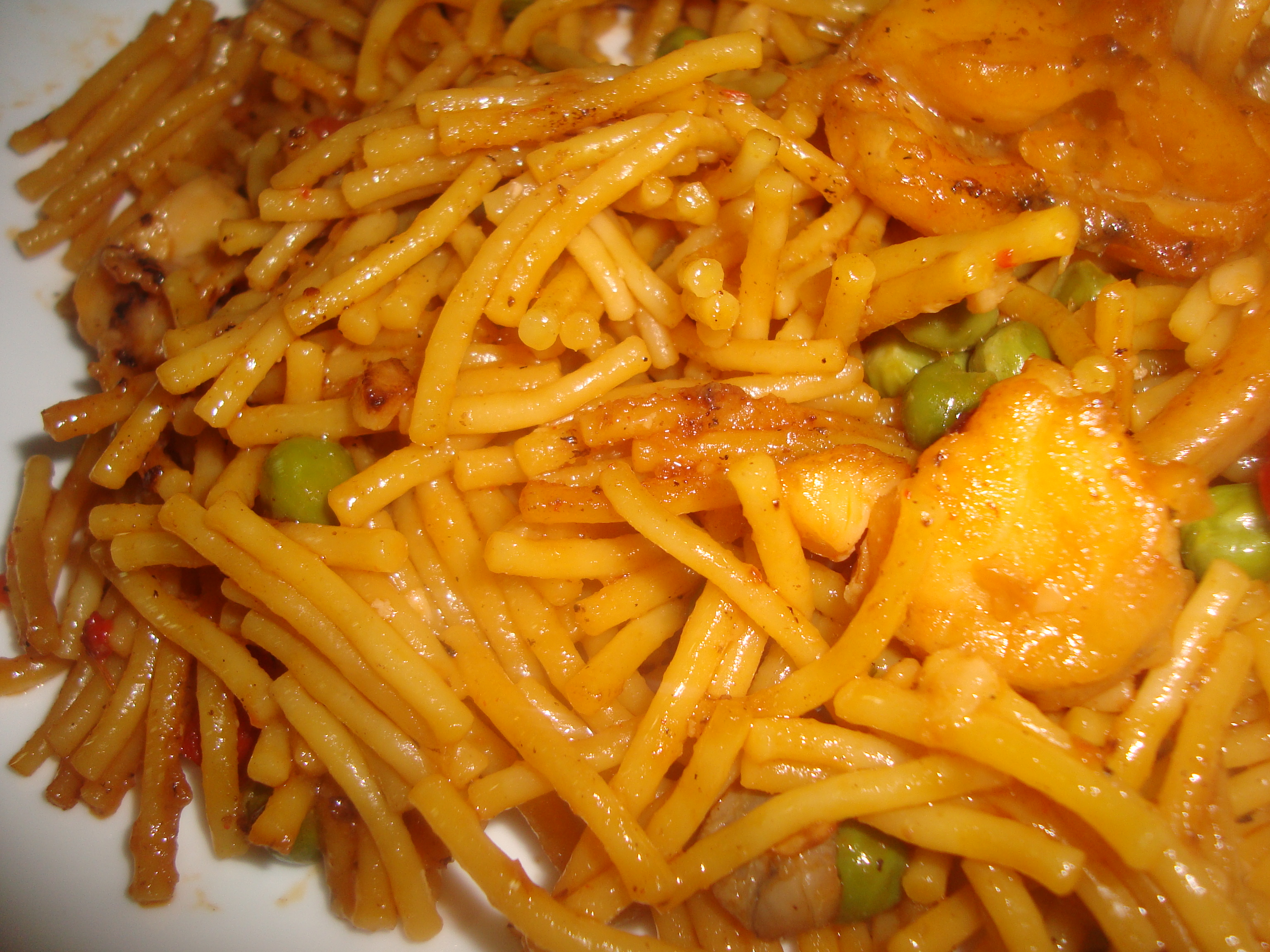
Plato de fideuá de la comarca de la Plana Alta (Castellón)

La cocina de la Comunidad Valenciana forma parte de las cocinas de la costa mediterránea y puede decirse que posee dos vertientes: una en la que destacan productos del campo (zonas del interior) y otra costera en la que se emplean pescados, mariscos, etcétera. Los animales de granja son muy empleados en la cocina valenciana. Destaca al igual que otras zonas de la zona mediterránea la preparación a base de arroces en general, y en particular la paella valenciana (sin olvidar el arroz con costra de la Vega Baja y Elche, la moderna fideuá de Gandia, ni el arroz a banda de Denia, el empedrado típico de Castellón, el arroz al horno de Onteniente y el arroz con alubias y nabos (arrós en fesols y naps). Entre los cocidos se tiene el de pelotas. En el terreno de las salsas, aparte del alioli empleado en todas las cocinas del este de la Península, puede encontrarse en Valencia la samorreta. Como en otras regiones mediterráneas, se elaboran las cocas (similares a la pizza napolitana). Son famosos los gazpachos alicantinos y las prebellas.
Las localidades marineras de la costa abastecen de peces y platos populares como el all i pebre d'anguiles (preparado con anguilas, ajo, pimentón y guindilla) típico de la Albufera o el suquet de peix. Destacan entre los mariscos los langostinos de Vinaroz, entre los vinos las denominaciones de Utiel-Requena, Alicante y Valencia, entre los embutidos los de Onteniente, La Marina, Requena y Utiel, y en la repostería (de origen principalmente andalusí) el licor de café de Alcoy, el licor de Benicasim, los chocolates de Alicante, el arnadí, la monjavina en Onteniente, la coca de llanda y la horchata de chufa de Alboraya (tradicionalmente tomados con unos bollos denominados fartones). También son famosas las jugosas naranjas de Orihuela, Castellón y Valencia y el Melón de Oro de Onteniente (Meló d'Or), siendo también típicas las granadas y los dátiles. Entre las bebidas en forma de cóctel se ha hecho famosa el agua de Valencia.
Cabe destacar por la importancia que tienen en la celebración de la Navidad, los turrones procedentes de Alicante (de pasta dura y almendra a la vista) y Jijona (de pasta blanda), así como las peladillas (especialmente las elaboradas en la población valenciana de Casinos, localidad que a su vez también cuenta con una tradicional elaboración de turrón).

### Cocina de Murcia

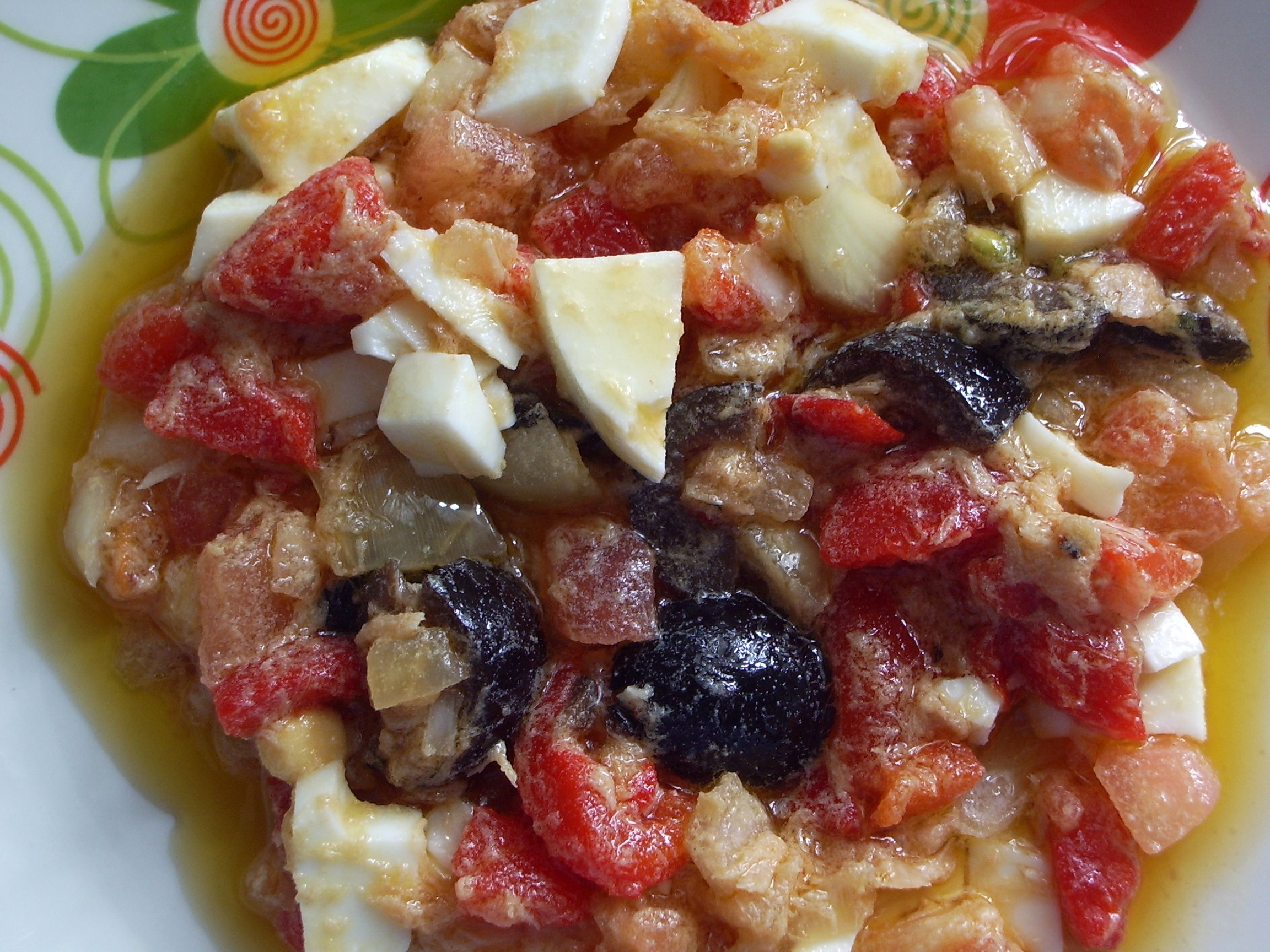
Ensalada de Murcia.

La cocina de la Región de Murcia posee dos vertientes: la inspirada en la huerta y la de interior, con ciertas influencias de la cocina manchega. La huerta murciana es famosa por su variada producción de frutas, y esto afecta a la composición de los preparados culinarios, haciendo que algunos platos con la denominación «murciana» tengan variedad de hortalizas. Ejemplos claros de ello son la tortilla murciana (tortilla elaborada con pedazos de diversas hortalizas), el zarangollo (revuelto de huevo con verduras), el mojete (ensalada murciana con verdura y bacalao), las berenjenas a la crema (elaboradas con una bechamel que incluye gambas y jamón) o la pipirrana de Caravaca. El ajo murciano es reconocido, estando presente en las ensaladas y en diversos platos como el ajopringue (guiso con carne de cerdo, pan rallado y grasa) y salsas como el alioli o el ajo cabañil (para acompañar carnes).
Entre las preparaciones culinarias se tienen los michirones (habas secas cocidas con laurel, ñoras y ajo), que se emplean en la elaboración de otros platos murcianos. Entre los cocidos se tiene la olla gitana, el cocido con pelotas, el mondongo (potaje de callos con garbanzos y arroz). Entre los productos cárnicos se encuentran: las morcillas de Murcia, que están aromatizadas con orégano (morcilla de pícaro); el pastel murciano, que se hace con carne picada; el Pastel de Cierva, relleno de crema y con masa salada. Entre los pescados y mariscos se encuentran la dorada a la sal, los langostinos del Mar Menor y el pulpo al horno. Los arroces son habituales, teniéndose el caldero (arroz con caldo de pescado), el arroz empedrado, el arroz con conejo y caracoles, el arroz y pavo de Lorca, el arroz caldoso con garbanzos (arroz de escribano) y el arroz viudo. Existen platos de gazpachos de liebre, perdiz y conejo. Los caracoles son un ingrediente habitual en la cocina murciana, encontrándose de diversos tamaños, como los grandes (serranas) o los pequeños (chupaderos).
En la actualidad, ocho productos murcianos poseen denominaciones de origen propia, entre ellos el arroz de Calasparra, el pimentón de Murcia, las peras de Jumilla, el queso de Murcia y el queso de Murcia al vino. Los postres son muy abundantes, encontrándose los paparajotes de la huerta, los diversos hojaldres rellenos, y las tortas. En el terreno de los vinos se tienen igualmente denominaciones de origen en el Jumilla, el de Bullas y Yecla.

### Cocina de Asturias

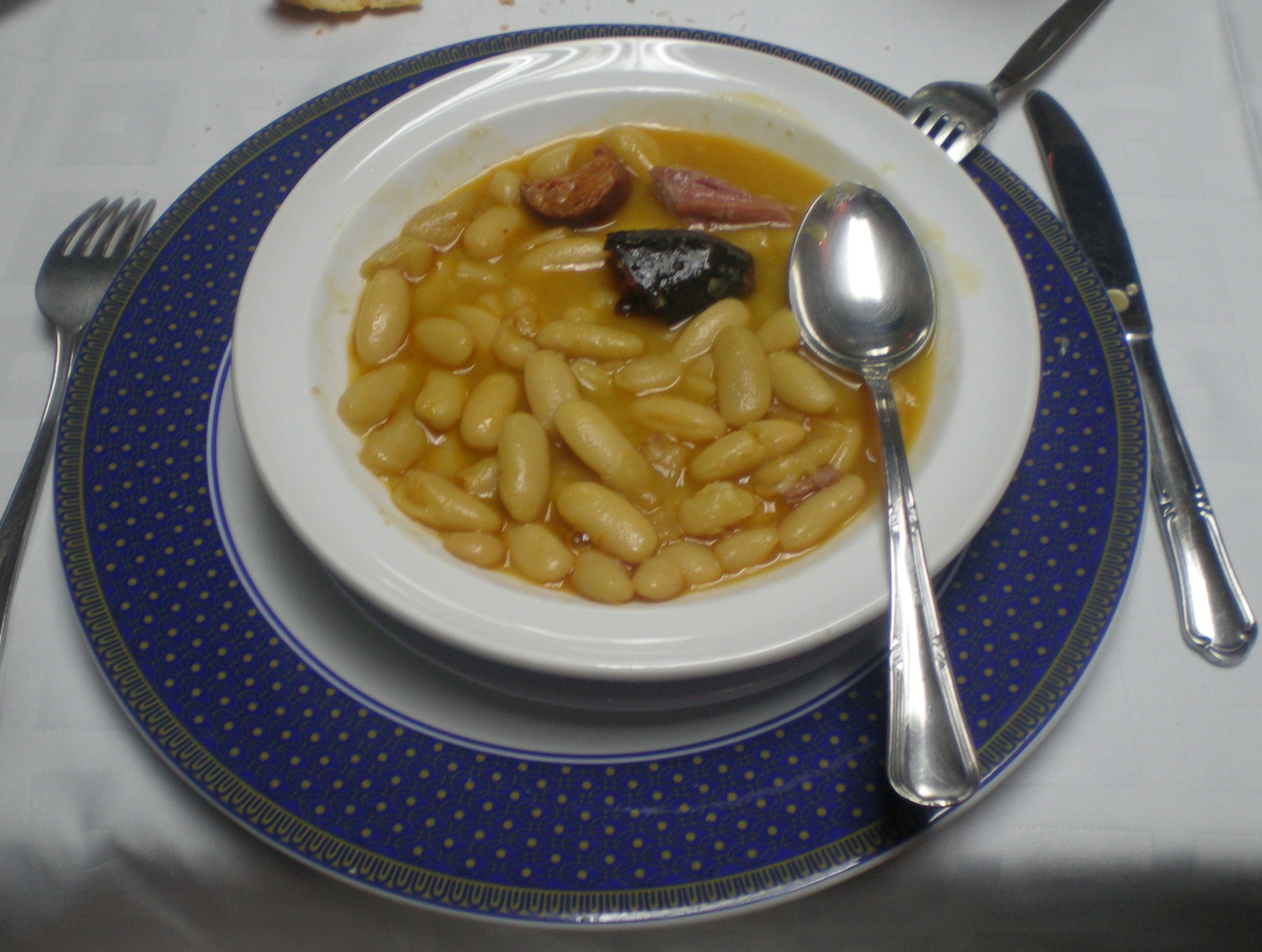
La fabada es uno de los platos asturianos más extendidos por la geografía española.

La cocina de Asturias es arcaica y llena de historia, muy entroncada con las tradiciones celtas del norte de Europa. Se trata de una región de una abrupta y brumosa orografía. Posee un gran parentesco con las gastronomías de otros países, como Normandía, Bretaña, Irlanda y evidentemente Galicia. Uno de sus platos más conocidos desde el siglo XX es la fabada asturiana, que es el cocido tradicional de la región, elaborado con alubias blancas (en asturiano fabes), embutidos como el chorizo y la morcilla, y con cerdo (todo ello denominado compango). Su difusión es tan grande en la península ibérica que supone una de las recetas españolas más reconocidas, estando según ciertos autores entre las diez recetas típicas de la cocina española. A pesar de su fama actual, la receta no es conocida antes de finales del siglo XIX, cuando aparece en un diario asturiano de Gijón denominado El Comercio en 1884. Otras recetas con fabes muy conocidas son las fabes con almejas, con liebre y con perdiz. Además del pote asturiano, forma parte de los otros cocidos asturianos el pote de vigilia (elaborado con castañas magüetas). Son populares la matanza del cerdo (gochu) y los productos como el chosco, los callos a la asturiana y los bollos preñaos, que participan en los eventos festivos. Son famosas las truchas a la asturiana (elaboradas con manteca de cerdo y jamón)
Hay que tener presente que el Principado de Asturias tiene dos características que quedan reflejadas en las costumbres culinarias: por un lado posee costas en el mar Cantábrico, lo que le proporciona abundantes elementos marinos (pescados, mariscos, etcétera, y por otro posee la cordillera Cantábrica con profundos valles en los que crece en semi-libertad la ganadería, dando lugar a carne y a leche de características autóctonas (como la vaca casina). Entre los platos cárnicos se encuentran la carne gobernada, el cachopo y la caldereta. La ganadería proporciona fama sobre la elaboración de quesos asturianos que son muy conocidos en el resto de España. De entre ellos el más representativo es el de Cabrales (queso de «pestífera fragancia»), elaborado en regiones cerca de Picos de Europa. Entre los postres se encuentran los frisuelos, el arroz con leche, los carbayones y la sidra, bebida típica de la región, que se toma escanciada.

### Cocina de Navarra

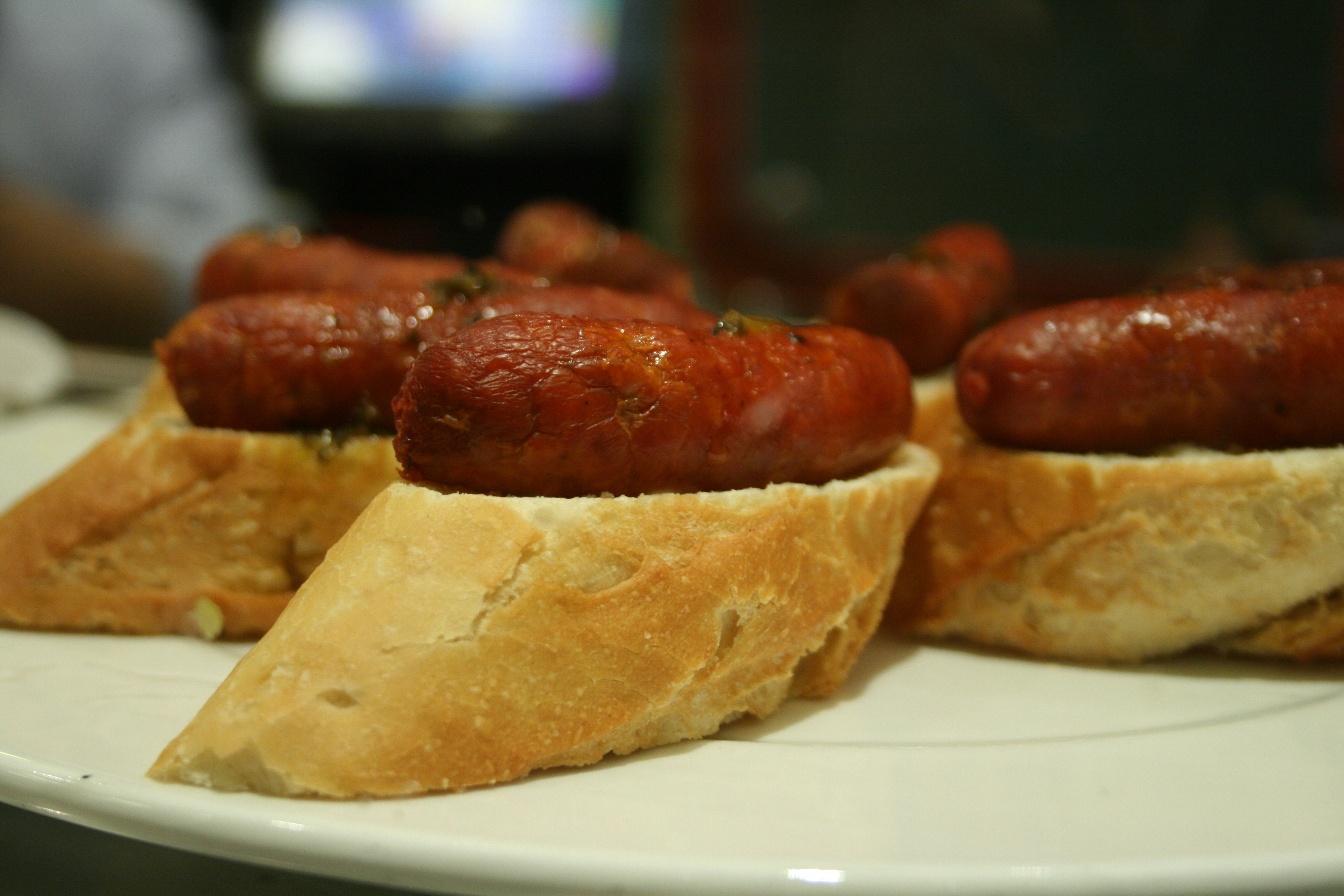
Chistorras sobre rebanadas de pan.

La cocina de Navarra posee muchas similitudes con la aragonesa. Dos de sus platos bandera son la trucha a la navarra por parte del pescado, y el cochifrito por parte del cordero, aunque no hay que olvidar el cordero al chilindrón. El ajoarriero suele encontrarse acompañando tanto a la langosta como al bacalao. También destacan las tortas de chanchigorri. Dentro de las verduras puede decirse que el producto más conocido son los espárragos de Navarra, pero igualmente pueden encontrarse las famosas menestras, los cogollos de Tudela (con anchoas, salmón o una simple vinagreta), los pimientos del piquillo (habitualmente rellenos) o las pochas a la navarra. Entre los potajes se encuentra el garbure navarro. Existen recetas muy curiosas dentro de la cocina navarra, como los huevos carlistas.
Los productos de chacinería son habituales y entre ellos están el chorizo de Pamplona, el relleno y la chistorra. Existen diversas preparaciones culinarias que poseen la denominación de «a la navarra»: truchas a la navarra, huevos a la navarra, etcétera. El cordero y la ternera poseen en la actualidad denominaciones de origen. Dentro del apartado de los lácteos destacan el queso de Roncal, el Idiazábal o la cuajada de la Ultzama. Entre las bebidas alcohólicas procedentes de Navarra y más típicas se encuentran el clarete y el pacharán. Entre los vinos los más famosos son los rosados, aunque también son importantes los tintos.

### Cocina de Madrid

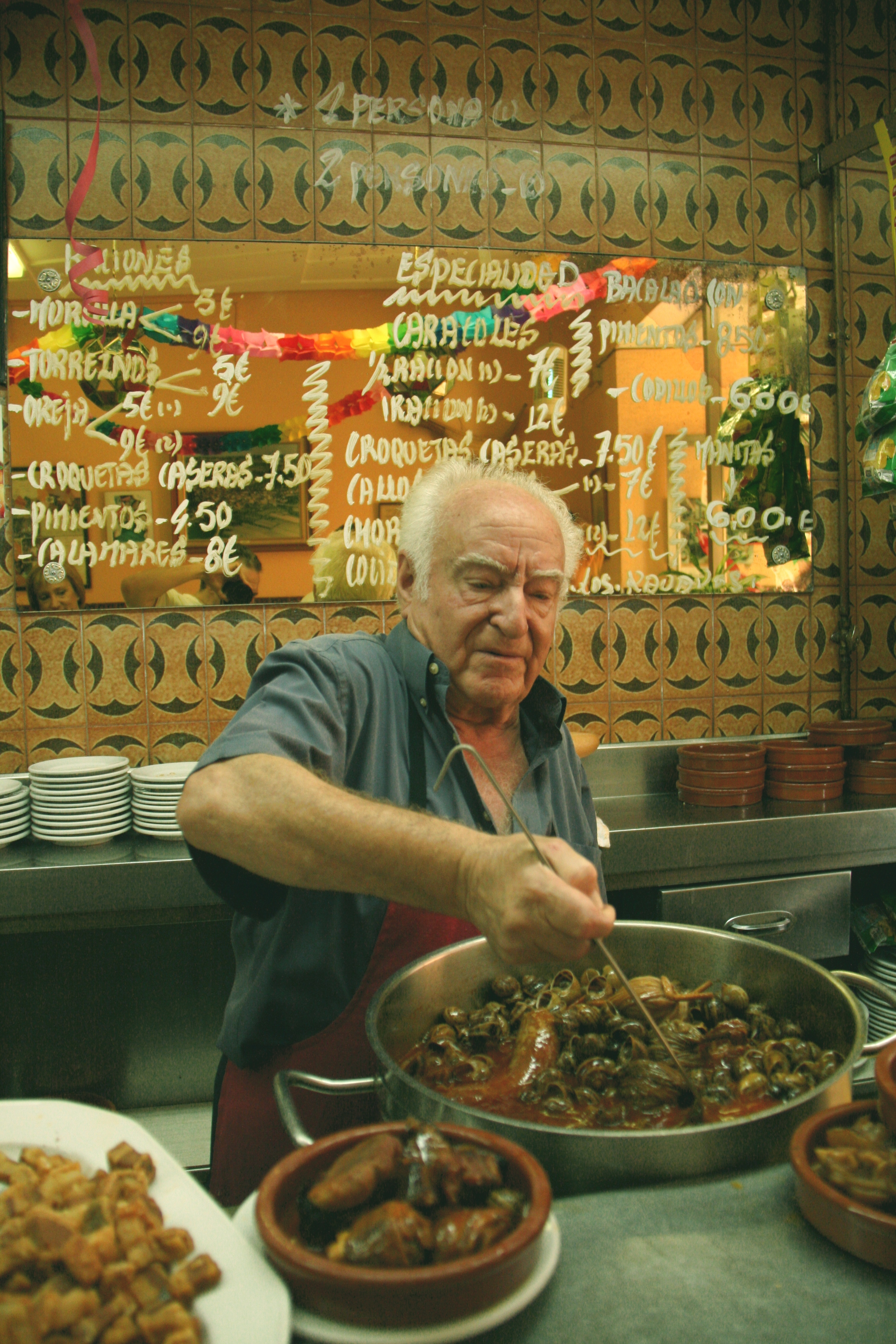
Cocinero removiendo un pote de caracoles a la madrileña.

La cocina de Madrid se encuentra por su estilo a medias entre la manchega y la castellana. Es según distintos autores cocina de taberna y figón, preparada para ser acomodada al viajero presuroso. Cabe destacar que no empieza a tener identidad propia hasta el establecimiento de la Corte en 1561, cuando Felipe II traslada la capital a Madrid. Desde entonces y debido a la inmigración, muchos de los platos madrileños son modificaciones culinarias procedentes de otras regiones españolas. Madrid, debido a la afluencia de visitantes desde el siglo XIX, fue una de las primeras ciudades en implantar el concepto de restaurante, existiendo en ella algunos de los ejemplos más antiguos.
Entre sus platos típicos se encuentran el cocido madrileño, elaborado con garbanzos y con su característico servicio de tres vuelcos; los populares callos a la madrileña; la sopa de ajo, que según varios autores fue creada en Madrid; los caracoles a la madrileña, que fueron muy populares en los merenderos de las afueras (barrio de Ventas); y las judías a lo tío Lucas. En la actualidad algunos de los platos clásicos madrileños se han adaptado al tapeo y es posible encontrarlos en forma de pequeñas raciones, como pueden ser la oreja a la plancha, las gambas al ajillo, las patatas bravas, los soldaditos de Pavía, etcétera. Muy populares en los bares del centro de la ciudad son los bocadillos de calamares y las patatas bravas.
La carne es muy importante y a veces puede encontrarse un afecto muy popular por la casquería. De esta forma se encuentran tiendas especializadas en las freidurías de gallinejas, mollejas y entresijos, siendo el mismo consumo de callos es una muestra de ello. También hay gusto por la carne de caza, como el jabalí, el gamo, la perdiz y el faisán, que pueden verse a diario en sus mercados, mientras que de las aves, la que alcanza un mayor protagonismo es la gallina, empleada en la elaboración de caldos y del cocido. Entre los pescados se encuentra la popular preparación del besugo a la madrileña (plato típico de Navidades), la merluza y el mero. Igualmente son populares las gambas (cocidas, a la plancha, con gabardina o al ajillo), los mejillones (al vapor o en escabeche), los boquerones en vinagre y el bonito también en escabeche. La influencia castellana hace que exista igualmente la preparación de carne en asados, como puede ser el cordero, el cochinillo o la ternera del Guadarrama. 
Entre los lácteos se encuentran postres como el arroz con leche, la leche merengada, el queso castellano de Campo Real y el requesón de Miraflores de la Sierra. Entre las frutas y verduras están las fresas de Aranjuez y los melones de Villaconejos. Madrid posee una abundante confitería religiosa, cabe destacar las populares torrijas, el chocolate con churros y los buñuelos. Los vinos madrileños poseen denominación de origen, siendo un ejemplo los de Navalcarnero, y entre las bebidas alcohólicas se encuentra el anís de Chinchón.

### Cocina de Canarias

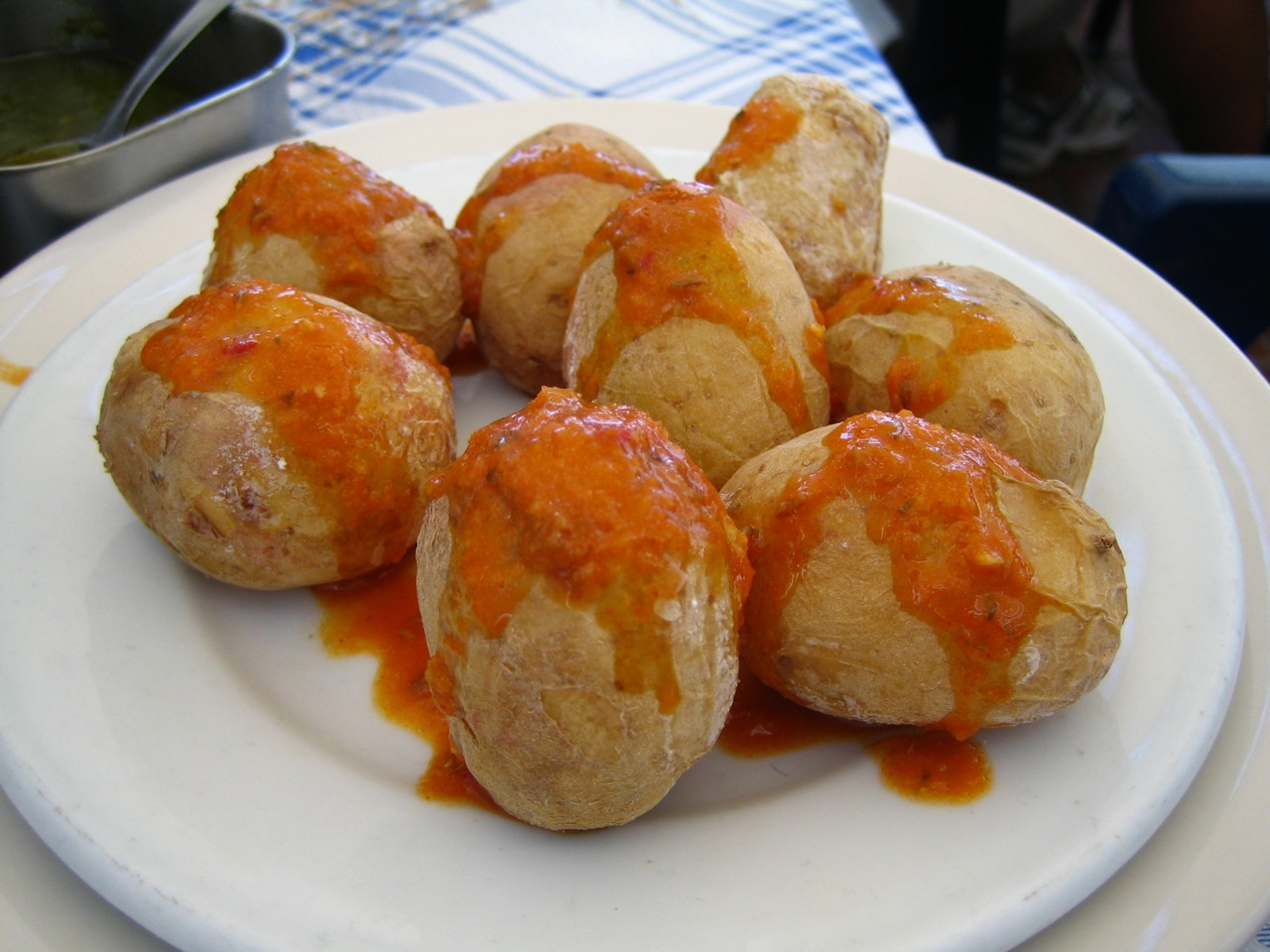
Las papas arrugadas con su salsa de mojo.

La cocina canaria tiene personalidad propia, es rica y variada, resultado de siglos de mestizaje de diferentes culturas llegados de todos los continentes, pero con una fuerte cultura local. Con una base cimentada en la herencia de los guanches y una marcada influencia de la gastronomía portuguesa (sobre todo en los pescados salados) y española. En menor medida, influencia de la gastronomía venezolana (en las islas es normal comer arepas, hallacas, tequeños,...), país con el que el archipiélago ha tenido históricas relaciones humanas y culturales desde el siglo XIX y especialmente a mediados del siglo XX. Por último, se encuentran reminiscencias de la gastronomía africana continental. La dieta guanche se fundamentaba en el gofio (empleado como substituto del pan), la carne de cabra y oveja, pescados y mariscos, quesos, pero también multitud de frutas y verduras. La actual, es una gastronomía rica, basada en la calidad de sus materias primas. Destacan sus sobresalientes vinos, quesos, su mojo, rones (en especial su ron miel), sus papas (con más de 46 variedades) y miel de Tenerife. Los vinos canarios tienen antigua tradición y ya Shakespeare los nombraba en su literatura. Destacan entre ellos los artesanales vinos de Malvasía, de Lanzarote, Tenerife y La Palma. Los tintos del norte de Tenerife y sus vinos blancos propios del sur de la isla. 
Entre las frutas más típicas se encuentran los plátanos de Canarias y en menor medida otras frutas tropicales como el ñame, los aguacates, las papayas, las pitahayas, los mangos, los nísperos, etcétera. Los platos de pescado ocupan un lugar privilegiado en las islas, y suelen acompañarse de salsas denominadas mojos (como son el mojo picón, el mojo rojo o el mojo palmero). La riqueza pesquera de las islas les permite que se puedan degustar numerosos pescados y mariscos que han adaptado a su oferta gastronómica, ofreciendo recetas autóctonas muy sabrosas, como las calderetas de pescado, a la que se le atribuyen diversos nombres según la isla de procedencia. Existen varios cocidos, como el llamado puchero canario o sancocho, el zancudo de La Gomera (puchero de carne de cerdo) y la carajaca (hígado de vaca braseado y macerado en mojo). Destacan entre su culinaria las papas arrugadas (papas cocidas en su piel en una salmuera), el almogrote gomero, el frangollo, el conejo en salmorejo, la cabra guisada, las papas con costillas y piñas, queso asado con mojo,...; Los dulces más populares son las truchas de batata o cabello de ángel, el turrón de gofio, los suspiros, el bizcochón,...; Nombrar también el café típico que se toma en las islas, el barraquito.  Se suele servir por capas gracias a las diferentes densidades de sus ingredientes, que son, del inferior al superior, leche condensada, licor, café expreso y leche espumada. Se sirve en un vaso mediano o alto, y se decora con canela en polvo y piel de limón o lima. El licor suele ser Licor 43, un licor dulce aromatizado con cuarenta y tres especias, o bien Tía María, que es un licor de café jamaicano con un ligero toque de vainilla.
Cuando se habla de disfrutar de la gastronomía de las Islas Canarias, una de sus peculiaridades son los guachinches de la isla de Tenerife. Un guachinche es un establecimiento propio de la isla de Tenerife donde se sirve comida tradicional Canaria y vino del país. La mayoría de guachinches de Tenerife se encuentran en la zona norte de la isla y surgen en el siglo XVII, cuando los dueños de las viñas de esta zona ofrecían muestras de vino a comerciantes ingleses (acompañados de comida recién hecha) para intentar que los exportaran a Inglaterra. Se dice que los comerciantes ingleses les decían a los viticultores “I´m watching you”, refiriéndose a que los vigilaban para que el vino probado coincidiese con el que compraban (de ahí se acuñó el término guachinche). Hoy en día se mantiene ese espíritu, pues no son restaurantes al uso, sino establecimientos pequeños, sin grandes alardes de decoración, que suelen pertenecer a casas o cobertizos cercanos a zonas de producción de vino, y donde se ofrece buen vino de cosecha propia, acompañado de los platos tradicionales canarios elaborados de forma casera.

### Cocina del País Vasco

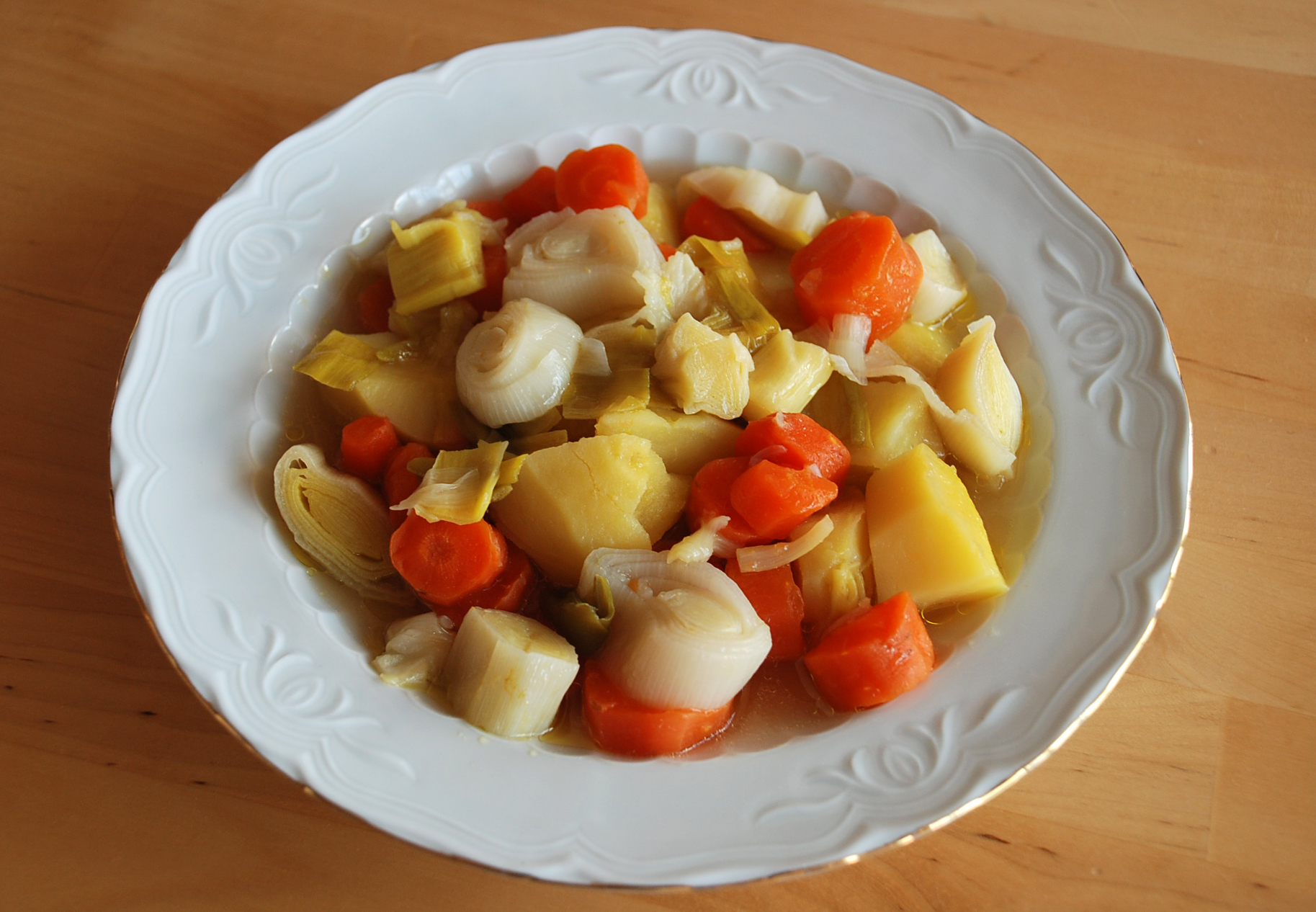
La porrusalda, ejemplo de sopa vasca.

La cocina del País Vasco consiste en una muy amplia y variada oferta de ingredientes y preparaciones, procedentes del mar Cantábrico (pescados y mariscos) o del interior (verduras, hortalizas, cereales, carnes, etcétera). Es una de las cocinas de la Península con carácter culinario más marcado. La cultura del comer está muy arraigada en los habitantes de esta región, y existen numerosas sociedades culinarias tradicionales, como los txokos. Su afición al comer se nota por la abundante remesa de cocineros que han salido de estas tierras. La cocina vasca se encuentra poco influenciada por la gastronomía mediterránea, al igual que las demás cocinas de la Cornisa Cantábrica. Entre las costumbres se encuentra el ofrecimiento en bares y restaurantes de los popularmente conocidos como pinchos, una tradición vasca equivalente a las tapas de otras regiones de España. Se dice que la cocina vasca ha conseguido cuatro salsas para el pescado: la roja en los platos «a la vizcaína», la blanca para el pil pil, la verde para la merluza y la negra en los chipirones.
En el País Vasco destacan las carnes y pescados a la brasa. Entre los pescados el bacalao posee una gran tradición y se tiene en diversas preparaciones: al pil pil, a la vizcaína, frito, etcétera. También son frecuentes la anchoa, el besugo, el bonito con su marmitako, etcétera. El pescado más empleado es la merluza (que posee diversos nombres según tamaño: lebatza, legatza, legatzume o leba), sin olvidar las cocochas (barbillas o filetes blandos de la cabeza). También son famosas las angulas de Aguinaga. Entre los platos de marisco es famoso el changurro (a la donostiarra). Las carnes son muy famosas y destacando los chuletones de ternera y de buey (los famosos Villagodios), el lomo con leche, las codornices en hoja de parra, el ganso adobado, etcétera. Entre las verduras están las legumbres representadas por las alubias de Tolosa, acompañadas por los llamados sacramentos, normalmente compuestos por berza, tocino, morcilla y guindillas de Ibarra, que se sirven aparte. Destacan entre las setas (perretxiko en euskera) las guibelurdiñas. 
Entre los postres destaca la intxaursaltsa, el pastel vasco y el goxua. Los lácteos son importantes, encontrándose el queso de Idiazábal de oveja lacha o carranzana, la cuajada (mamia) o el queso de Gorbea. Entre los vinos se encuentra el popular chacolí (vino ligero de carácter ácido), los vinos de la Rioja-Alavesa y la sidra guipuzcoana. La cocina vasca es la que más ha sabido conjugar entre lo clásico y la nueva cocina que emerge desde finales de siglo XX. La imaginación de esta cocina y la profusión de cocineros ha dado luz a la denominada «nueva cocina vasca».

### Cocina de Cantabria

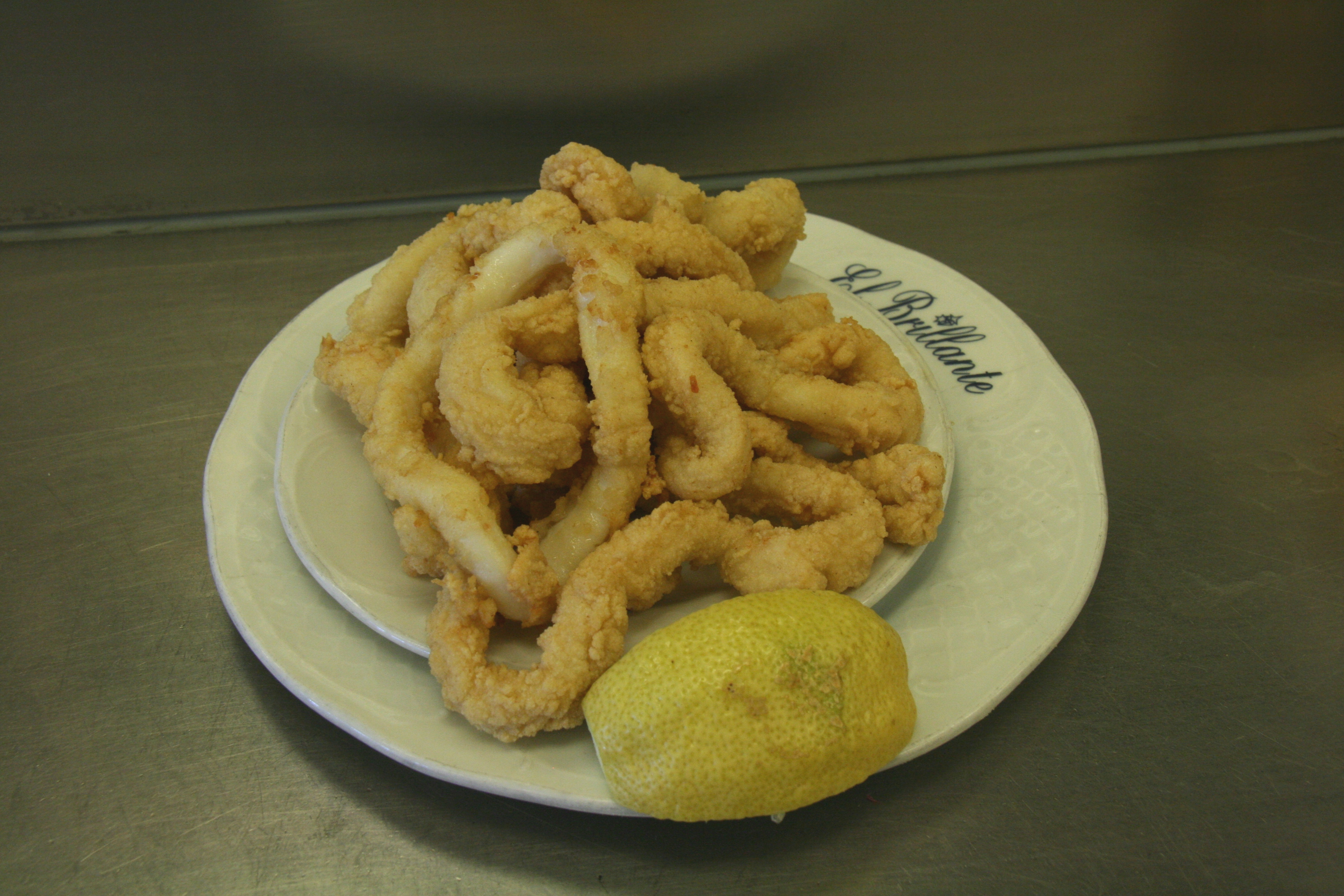
Las rabas (calamares fritos) son el aperitivo más consumido en Cantabria.

La cocina de Cantabria posee, al igual que las otras regiones de la cornisa cantábrica, una extensa combinación de productos del mar y del interior. Destacan el cocido montañés (elaborado con alubias), el cocido lebaniego y la marmita de bonito.
Cantabria tiene una gran tradición en la ganadería vacuna, celebrándose cada semana una importante feria ganadera en el Ferial de Ganados de Torrelavega. No es por tanto de extrañar que destaquen en la región productos cárnicos como la carne procedente de la vaca tudanca, y entre los de corral el pollo campurriano.  Entre las carnes de caza destaca el conejo. 
El arroz se introdujo en estas tierras a comienzos del siglo XX, siendo ahora popular el arroz a la santanderina. La denominación «a la santanderina» (de Santander) se puede ver también en otras preparaciones típicas: pollo a la santanderina, sardinas a la santanderina, etcétera.
Los pescados dan un fuerte carácter a la cocina cántabra. Cabe señalar las sardinas, las anchoas (bocartes) preparadas de diversa forma siendo las más importantes las preparadas en aceite y los salazones de Santoña, los maganos encebollaos (calamares encebollados) y las sopas de pescado. Entre los lácteos destacan varios quesos (quesucos de Liébana, Nata de Cantabria, picón Bejes-Tresviso, etcétera). Entre los dulces son populares el arroz con leche, la leche frita, las natillas y los sobaos y quesadas pasiegos. Entre las bebidas se encuentran el orujo de Potes, la sidra y el tostadillo de Liébana (vino dulce y ligero). Un producto clásico de Cantabria es el hojaldre, con el que se elaboran diversas preparaciones con diferentes nombres: corbatas en Unquera, polkas en Torrelavega o sacristanes en Liérganes.
Otros dulces notables son los frisuelos y el canónigo, ambos de Liébana; los corazones en Liérganes y La Cavada; los palucos de Cabezón de la Sal; y los tortos y pantortillas de Reinosa. Además, las mermeladas de fruta gozan de gran importancia en la zona.
La importante tradición lechera hizo que proliferase numerosos derivados por toda la región: el queso de nata, que puede encontrarse por toda la comunidad autónoma; el queso picón en Tresviso y Bejes; quesos ahumados como los de Áliva o Pido; o los pequeños quesucos, realizados con la mezcla de leche de vaca y oveja.

### Cocina de La Rioja

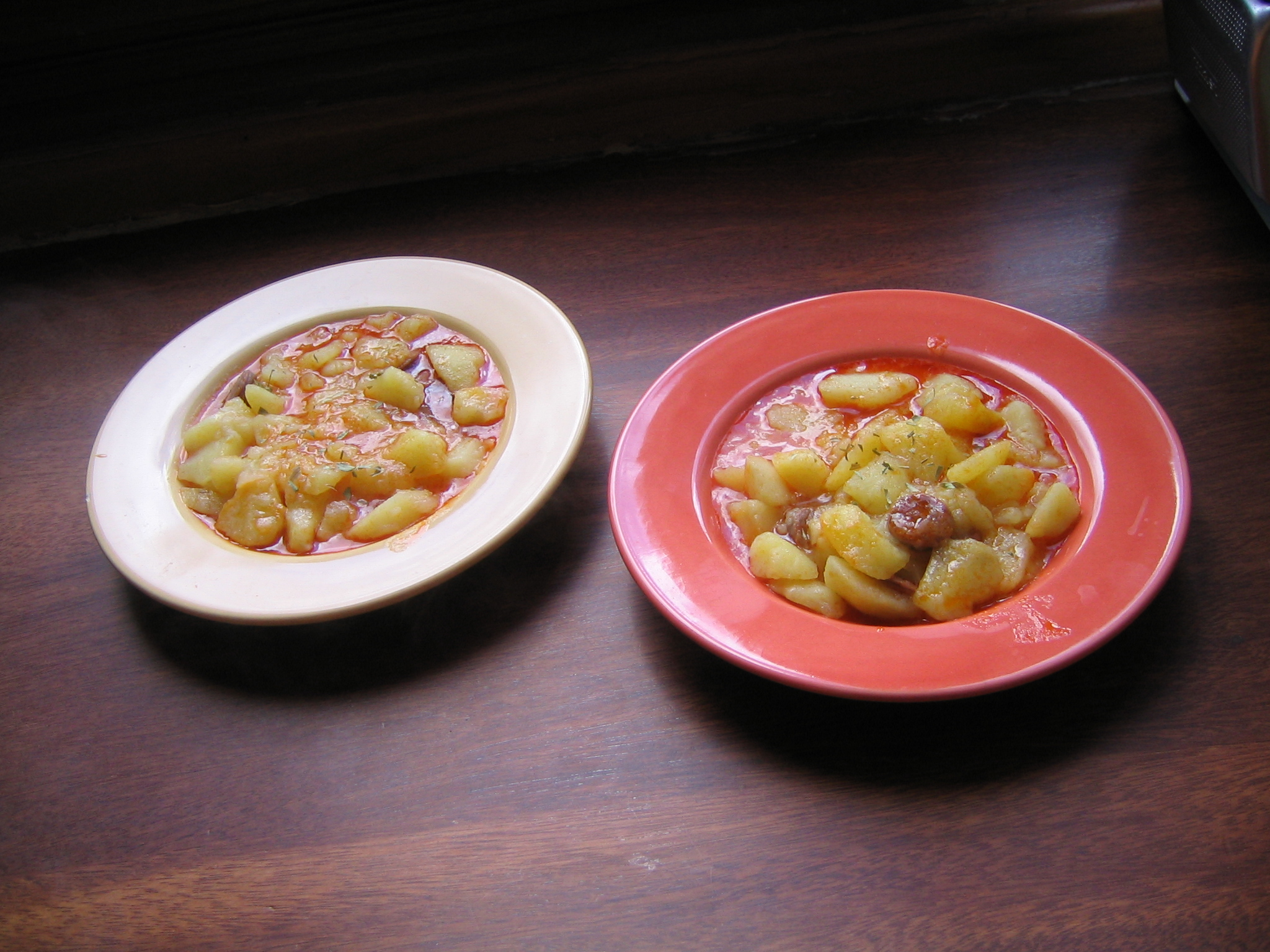
Patatas a la riojana, el plato riojano más conocido.

La cocina de La Rioja es reflejo de su condición geográfica como cruce de caminos entre el País Vasco, Aragón y Castilla, poseyendo influencias de ellas. Algunos autores mencionan que es una cocina sin tratadistas culinarios, pero con testigos cualificados. Se distingue por el uso de hortalizas, legumbres, carnes como la de cerdo, así como de sus fiambres y embutidos elaborados tras las tradicionales matanzas. El cordero es quizás el segundo producto cárnico popular en esta región con cual se elaboran las típicas chuletas al sarmiento y los tradicionales embutidos llamados embuchados, también el cabrito y finalmente la ternera, habitual en las zonas de montaña. Entre los productos del cerdo cabe destacar el jamón riojano, que posee denominación de origen y se caracteriza por la pata cortada y el adobe exterior con ajo, especias y pimentón, así como el chorizo riojano. Una forma de cocinar personal de La Rioja da nombre a ciertos platos bajo la denominación «a la riojana», como son los huevos a la riojana, las patatas a la riojana, el bacalao a la riojana, etcétera. Aunque el plato más conocido son las patatas a la riojana, cabe mencionar también la fritada riojana (mezcla de huevos fritos con guarnición de carnes). Menos conocidos son el almuerzo del Santo, el ajo huevo y otros. Es muy popular el empleo de setas desde mediados del siglo XX, siendo frecuente encontrarlas como ingrediente en algunos platos tradicionales.
La producción agrícola de hortalizas hace que los platos clásicos de la zona contengan diversos ingredientes procedentes de la huerta, como son el espárrago, la coliflor de Calahorra (con denominación), las alcachofas, los pimientos riojanos (con denominación), los champiñones, los puerros, el cardo o la borraja, desconocidas estas dos últimas en otras zonas de España.  Dentro de los platos de verduras y hortalizas se tienen por ejemplo los pimientos asados (pimientos a la riojana) o la menestra riojana. Conocidas son asimismo las preparaciones de legumbres entre las que se pueden mencionar los caparrones (variedad local de alubia) y las pochas a la riojana. Entre las frutas, las peras del Rincón de Soto poseen denominación de origen. Entre los vinos destacan los internacionalmente famosos vinos de La Rioja, que poseen historia propia. Otras bebidas tradicionales son el licor de Valvanera y el zurracapote.
En cuanto a la repostería, llamada golmajería en la región, se pueden mencionar distinos dulces como los fardelejos o los riojanitos.

### Cocina de Baleares

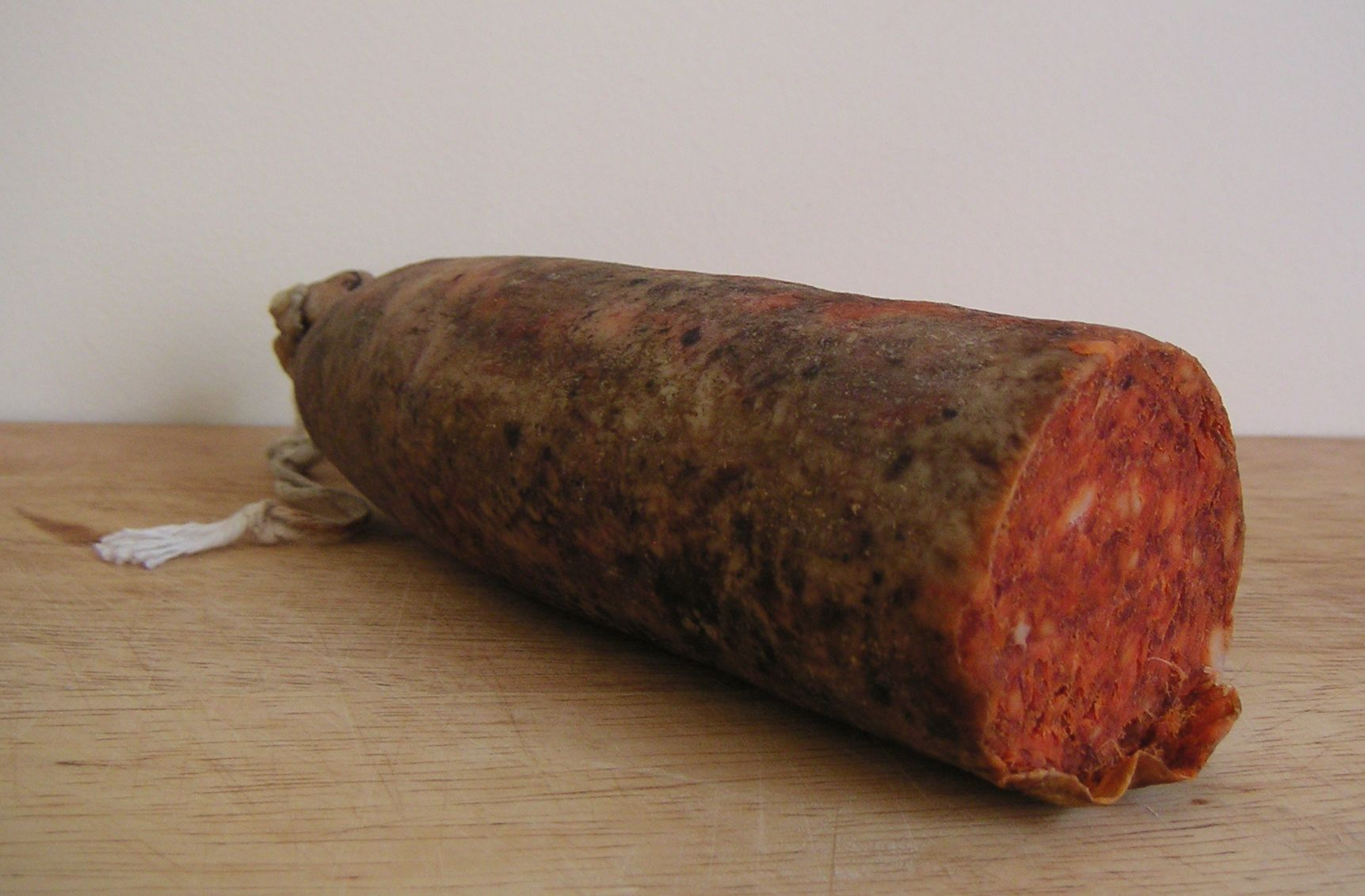
La sobrasada, un producto del cerdo típico balear.

La cocina de las Islas Baleares posee muchos puntos de contacto con la catalana y la valenciana. Es de características puramente mediterráneas. Las islas han sido conquistadas varias veces durante su historia por franceses e ingleses, lo que puede decirse que ha dejado ciertas influencias culinarias. Cabe mencionar que existen marcadas diferencias entre la cocina mallorquina y menorquina. Destacan especialmente las sopas (mallorquina y menorquina). En la actualidad se conocen en el resto de España la sobrasada y el arroz brut mallorquines, el queso de Mahón con sabor ahumado, la ginebra de Mahón (pellofa) y la celebérrima salsa que lleva el nombre de la ciudad de Mahón: la mahonesa. La cocina balear presenta sutilezas como los huevos al estilo Sóller y las perdices de capellán. Entre los platos preparados se encuentran el tumbet (de carne o pescado, acompañado de berenjenas fritas), el frit variat y la porçella rostida (lechona asada).
Entre los ingredientes más típicos se encuentran el cerdo y sus subproductos, siendo uno de los más típicos la sobrasada (embutido con carne, tocino y abundante pimentón), que se consume de diversas formas: en Mallorca se hornea y se asa, y en Menorca se fríe (sirviéndose a veces con miel). Existen otros embutidos como el camaiot, el botifarró y el xolís (de origen campesino). Entre los mariscos de todas las clases cabe destacar los llamados dátiles de mar (moluscos con forma y color de dátil) y las escupinyas (mejillones exclusivos de Menorca)). Entre los dulces se encuentra la popular ensaimada (de saim, manteca de cerdo), en forma de espiral elaborada con flor de harina, aunque también cabe mencionar los rubiols (rellenos de cabello de ángel), el tambor de almendras, los suspiros de Manacor, y los doblegats, entre otros.

### Cocinas de Ceuta y Melilla

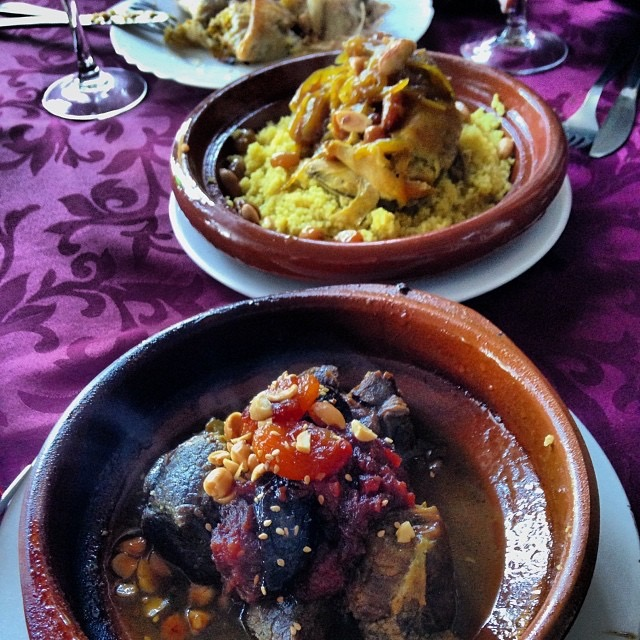
Cúscus de pollo y kefta de cordero

Por la situación geográfica de Ceuta y Melilla, situadas en el norte de África, su cocina es principalmente marinera, además de incorporar ingredientes de importación, debido a la escasez de suelos cultivables. Se trata de una gastronomía  «mestiza» debido a las múltiples influencias que ha ido recibiéndose. Se nutre principalmente de la gastronomía de Andalucía, de la Gastronomía de al-Ándalus y la gastronomía de Marruecos. Es parte de la dieta mediterránea.

## Cocina actual española
La cocina española resurgió y empezó a ser considerada como tal a partir del siglo XIX. Hoy en día la gastronomía española es famosa gracias a la labor de numerosos cocineros. La vanguardia es reconocida especialmente gracias a la labor del cocinero Ferran Adrià, que en el verano de 2003 tuvo una gran proyección internacional gracias a los elogios que le rindieron en el suplemento dominical del New York Times. En un largo reportaje, se le declaraba el mejor cocinero del mundo, y se postulaba la supremacía de la cocina española sobre la francesa.
Además de Adriá y su restaurante «El Bulli» (sito en la provincia de Gerona), hay otros nueve cocineros españoles que ostentan, o han ostentado tres estrellas de la prestigiosa Guía Michelin:
- Juan María Arzak («Arzak» en San Sebastián, Guipúzcoa, desde 1989)
- Santi Santamaria («El Raco» de Can Fabes, Barcelona, desde 1994 hasta 2011)
- Martín Berasategui («Berasategui» en Lasarte, Guipúzcoa desde 2001)
- Carme Ruscalleda («Sant Pau» en San Pol de Mar, Barcelona desde 2006)
- Pedro Subijana («Akelarre» en San Sebastián, Guipúzcoa desde 2006).
- Joan Roca, Josep Roca  y Jordi Roca («El Celler de Can Roca», «Rocambolesc», «Can Roca», «Mas Marroch» y «Cap Roig» en la provincia de Gerona y el restaurante «Roca Barcelona» en la provincia de Barcelona. Tres estrellas michelín en 2009 y en 2013 "El Celler de Can Roca" es seleccionado como el mejor restaurante del mundo por la revista Restaurant).
- Quique Dacosta («Quique Dacosta» en Denia, Alicante desde 2012).
- Eneko Atxa («Azurmendi» en Larrabezúa, Vizcaya desde 2012).
- David Muñoz («DiverXO» en Madrid, desde 2012).